# Svédország az Eurovíziós Dalfesztiválokon
Svédország eddig hatvannégy alkalommal vett részt az Eurovíziós Dalfesztiválon.
A svéd műsorsugárzó a Sveriges Television (SVT), amely 1950-ben alapító tagja volt az Európai Műsorsugárzók Uniójának, és 1958-ban vett részt először a versenyen.
Svédország eddig hét alkalommal aratott győzelmet (1974, 1984, 1991, 1999, 2012, 2015, 2023), ezzel Írországgal holtversenyben a legtöbb győzelemmel rendelkező ország.

## Története

### Évről évre

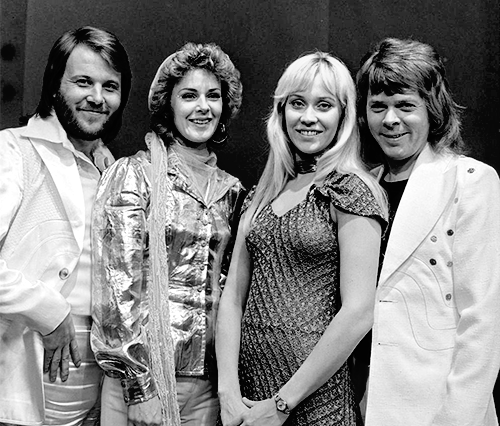
Az 1974-es verseny nyertese, az ABBA.

Svédország 1958-ban csatlakozott először a versenyhez. A debütáláson elért negyedik helyet kevésbé jó szereplések követték. 1963-ban először végeztek az utolsó helyen, ráadásul pont nélkül. A rossz eredmény után a svéd előadók bojkottálták a versenyt, így az SVT kénytelen volt visszalépni, de közvetítették a versenyt, és a következő évben ismét részt vettek. 1966-ban érték el első sikerüket, amikor a második helyen végeztek, bár a luxemburgi közönség a szavazás alatt többször is kifejezte nemtetszését, ugyanis tizenhat pontjukból tizenötöt skandináv szomszédaiktól, Norvégiától, Dániától és Finnországtól kaptak. Az 1970-es Eurovíziós Dalfesztivált a többi skandináv országgal, illetve Ausztriával és Portugáliával közösen bojkottálták, mert elégedetlenek voltak az előző évi négyes holtversennyel, de a következő versenyen már ismét részt vettek. Ezekben az években egy kivétellel mindig sikerült az első tízben végezniük. A jó eredmények az ABBA 1974-es győzelmével teljesedtek ki, első alkalommal tudták megnyerni a versenyt, így az 1975-ös fesztivált ők rendezhették. A rendezés nagyon megviselte pénzügyileg a svéd tévét, emiatt 1976-ban nem vettek részt, és nem is közvetítették. Ekkor vezette be az EBU azt a szabályt, hogy mindegyik országnak fizetnie kellett a részvételért, ezzel hozzájárulva a verseny megrendezésének költségeihez.
Az ABBA sikere után kudarcok következtek. 1977-ben másodszor végeztek az utolsó helyen, és a következő indulók sem értek el jobb eredményeket. 1982-ben a Kikki Danielsson és Elisabeth Andreassen alkotta Chips együttes ABBA-stílusú dalának nyolcadik helye volt az első igazán jó szereplés 1975 óta. A következő évben egy tizenhat éves lány, Carola Häggkvist egyedülálló módon maximális pontszámmal nyerte meg a svéd nemzeti döntőt. A müncheni fesztivál minden idők legnézettebb műsora a svéd televíziózás történetében. Carola harmadik helyét újabb sikerek követték: 1984-ben az aranycipőikről emlékezetes Herreys-fivérek Svédország második győzelmét érték el, majd Kikki Danielsson hazai pályán egy újabb harmadik helyet szerzett.
A sikersorozat ezután tovább folytatódott. 1988 után csak húsz évvel később, 2008-ban fordult elő először, hogy egymást követő két évben az első tízen kívül végeztek. 1991-ben ismét Carola képviselte az országot. A francia indulóval holtversenyben végzett az élen, de a szabályok értelmében őt hirdették ki győztesnek, így Svédország harmadik győzelmét érte el. Hazai pályán azonban nagy csalódás érte őket: Christer Björkman (aki a 2010-es években a svéd nemzeti döntő főszervezője volt), az utolsó előtti helyen végzett, a házigazda 1958 óta nem szerepelt ilyen rosszul. A kudarcot hamar feledtették az újabb sikerek. Az 1993-ban bevezetett és 2003-ig érvényben lévő kieséses rendszer alatt Horvátország és Málta mellett az egyetlenek, akik egyszer sem estek ki. 1995-ben és 1996-ban két egymást követő évben lettek harmadikak kereken száz ponttal. A következő évben Svédország egyike volt annak az öt országnak, melyek először vezették be a telefonos szavazást a zsűri helyett. 1999-ben aratták negyedik győzelmüket Charlotte Perrellinek köszönhetően. Take Me To Your Heaven című dalán egyértelműen érződött az ABBA nagy hatása a svéd zenére, mely stílus későbbi dalaikra is jellemző.
A 2000-es évek újabb jó eredményeket hoztak. Bár dobogós helyet nem értek el, négyszer is az ötödik helyen végeztek. A 2005-ös csalódást keltő tizenkilencedik hely 1997 óta az első alkalom volt, hogy az első tízen kívül zártak. 2006-ban Carola tizenöt évvel győzelme után visszatért, harmadik és első helye után ezúttal az ötödik helyen végzett. A jó eredményt két kudarc követte: 2007-ben és 2008-ban egyaránt a tizennyolcadik helyen zártak. Különösen nagy csalódás volt a 2008-as rossz szereplés, hiszen az 1999-ben győztes Charlotte Perrelli korábban oly sikeres, jellegzetesen svéd stílusú dalát előzetesen az élmezőnybe várták. Mint később kiderült az elődöntőben is csak a tizenkettedik helyen végzett, és az akkor bevezetett zsűri szabadkártyának köszönhetően jutott a döntőbe. A 2009-es versenyen egy operaénekesnő, Malena Ernman képviselte a svéd színeket. Az elődöntőből a negyedik helyen jutott tovább, de a döntőben csak a huszonegyedik helyen végzett, és ezzel a szerepléssel háromévesre nyúlt Svédország rossz sorozata.

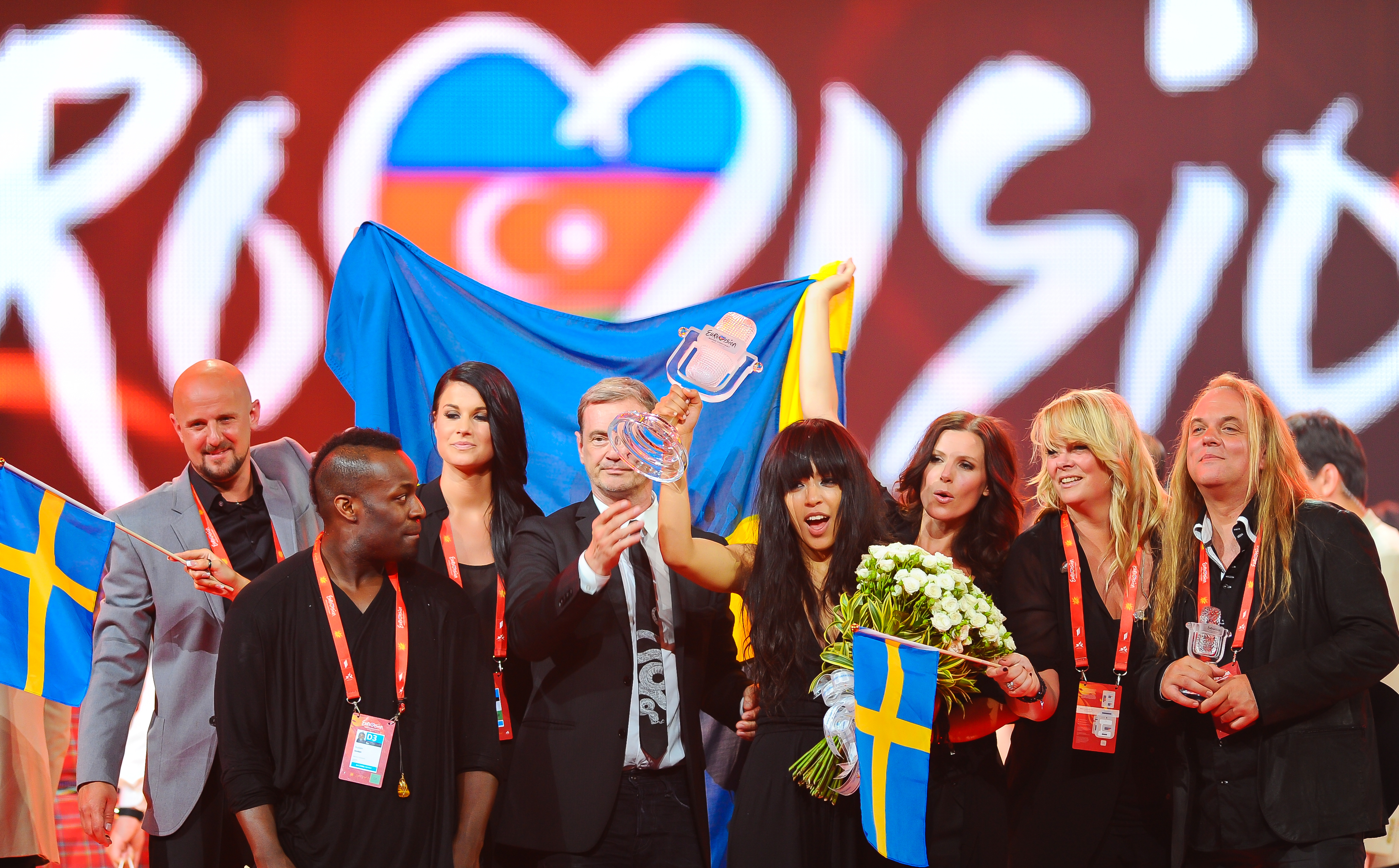
A 2012-es verseny nyertese, Loreen és a svéd delegáció.

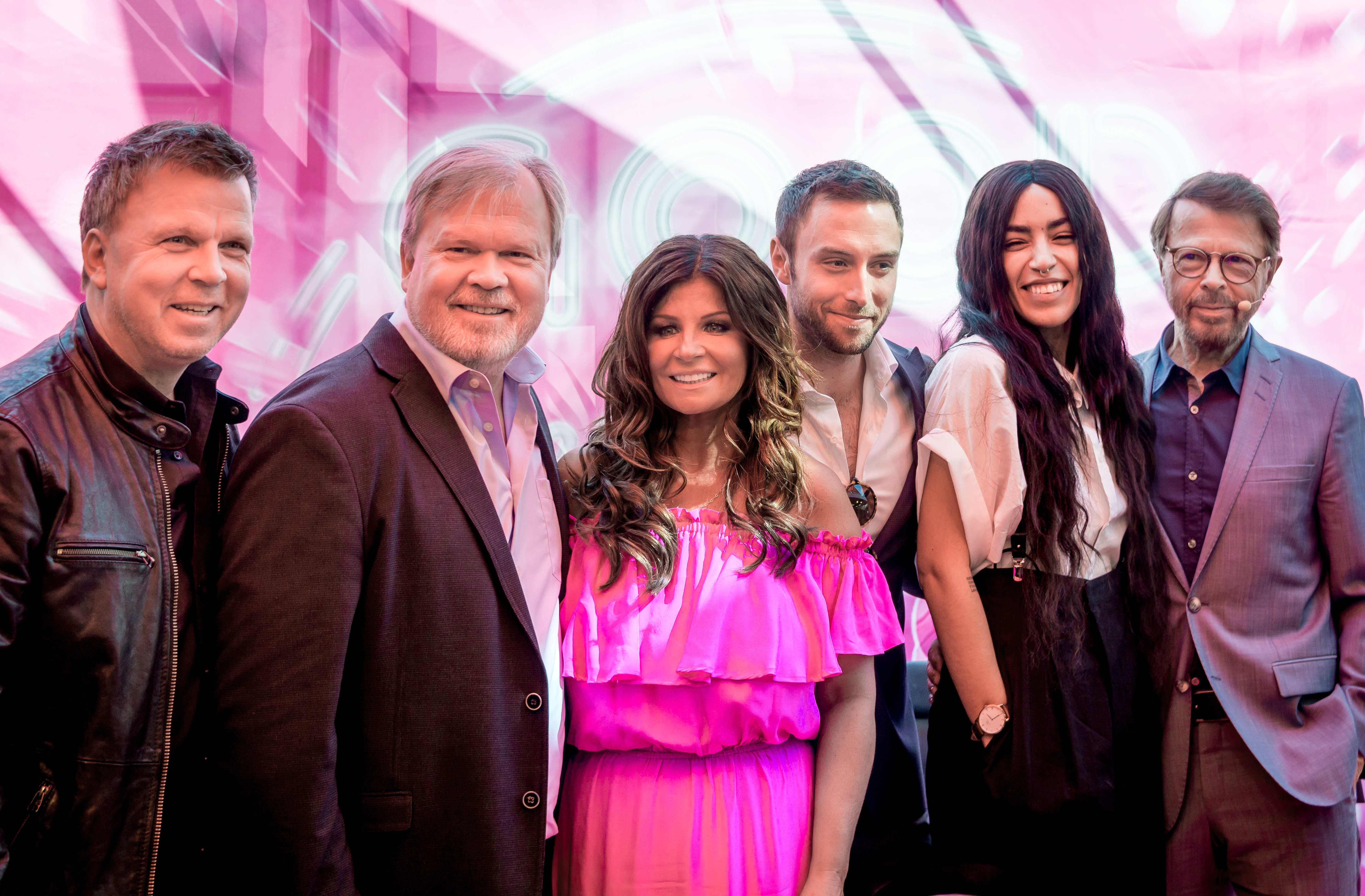
A dalfesztivál svéd nyertesei balról jobbra: A Herreys, Carola, Måns Zelmerlöw, Loreen és Björn Ulvaeus (ABBA).

A következő évben az elődöntőből sem sikerült továbbjutniuk: ezzel 1976 óta először nem volt ott Svédország a dalfesztivál döntőjében. A rossz sorozat a 2011-es harmadik helyezéssel szakadt meg, 2012-ben pedig ötödik győzelmüket érték el az Euphoria-val, ami 372 pontot összegyűjtve a norvég Alexander Rybak Fairytale című 2009-es dala után – a második legmagasabb pontszám volt amivel egy dal nyerni tudott a verseny addigi történetében. 2013-ban Malmö adott otthont a dalfesztiválnak, ahol Robin Stjernberg hazai pályán a 14. helyen végzett. A következő évben harmadikok lettek Sanna Nielsennel. 2015-ben Måns Zelmerlöw képviselte Svédországot, akinek Heroes című dalával sikerült megnyernie a dalversenyt, ezzel megszerezve  az ország hatodik győzelmét, így Írország után Svédország rendelkezik a második legtöbb győzelemmel. A következő stockholmi rendezésű Eurovízión Frans ötödik helyet szerezte meg, ahogyan a következő évben Robin Bengtsson is Kijevben. 2018-ban hetedikként végeztek, majd egy évre rá ismét ötödikként.
2020-ban a The Mamas képviselte volna az országot, azonban március 18-án az Európai Műsorsugárzók Uniója bejelentette, hogy 2020-ban nem tudják megrendezni a versenyt a COVID–19-koronavírus-világjárvány miatt. A svéd műsorsugárzó által rendezett válogatóversenyben újra szerepeltek, de végül a nézőktől és a nemzetközi zsűritől nem kaptak újabb lehetőséget az ország képviseletére a következő évben. 2021-ben ismét sikeresen továbbjutottak a döntőbe, viszont 2013 után először nem jutottak be a legjobb tíz közé, összesítésben 14.-ek lettek. 2022-ben a siker folytatódott, Cornelia Jakobs-szal negyedikek lettek a döntőben. 2023-ban tizenegy év után ismét Loreen versenyzett Svédország színeiben Liverpoolban. Versenydalával, a Tattoo-val megszerezte az ország hetedik győzelmét, ezzel holtversenyben Írországgal a legtöbb győzelemmel rendelkező ország lett. Érdekesség, hogy Loreen lett a második győztes és az első női előadó, aki másodjára nyerte meg a dalfesztivált. 2024-ben ismét Malmö adott otthont a versenynek, ahol a norvég Marcus & Martinus képviselte az országot. Az ikrek kilencedik helyen zárták a versenyt. 2025-ben a finn KAJ együttes képviselte az országot. A banda végül negyedik lett a döntőben.

### Nyelvhasználat
Svédország eddigi hatvanöt versenydalából harmincöt svéd nyelvű, huszonkilenc angol nyelvű, egy pedig angol és francia kevert nyelvű volt.
Érdekesség, hogy 2025-ös daluk a finnországi svédek által beszélt Vörå környéki dialektusban szólalt meg, valamint tartalmazott pár kifejezést finn nyelven.
A dalverseny első éveiben nem vonatkozott semmilyen szabályozás a nyelvhasználatra, de az előadók számára magától értetődő volt, hogy saját nyelvükön énekeljenek. Azonban 1965-ben a svéd dalt angol nyelven adták elő. Az ellenkezés miatt a következő évtől az EBU bevezette azt a szabályt, hogy mindegyik dalt az adott ország egyik hivatalos nyelvén kell előadni, vagyis Svédország indulóinak svéd nyelven.
1973 és 1976 között rövid időre megszüntették az erre vonatkozó szabályt, ezekben az években mindegyik svéd induló angol nyelven énekelt. Ekkor érték el első győzelmüket, az ABBA Waterloo című dalával, de 1977-ben ismét érvénybe lépett a nyelvi szabály. Svéd nyelvű dallal 1984-ben és 1991-ben tudták megnyerni a versenyt. A nyelvhasználatot korlátozó szabályt 1999-ben véglegesen eltörölték, ebben az évben szerezték meg negyedik győzelmüket. Azóta minden évben angol nyelvű dalokkal neveztek, kivéve 2009-ben, amikor angol és francia kevert nyelvű dalt küldtek.

### Nemzeti döntő

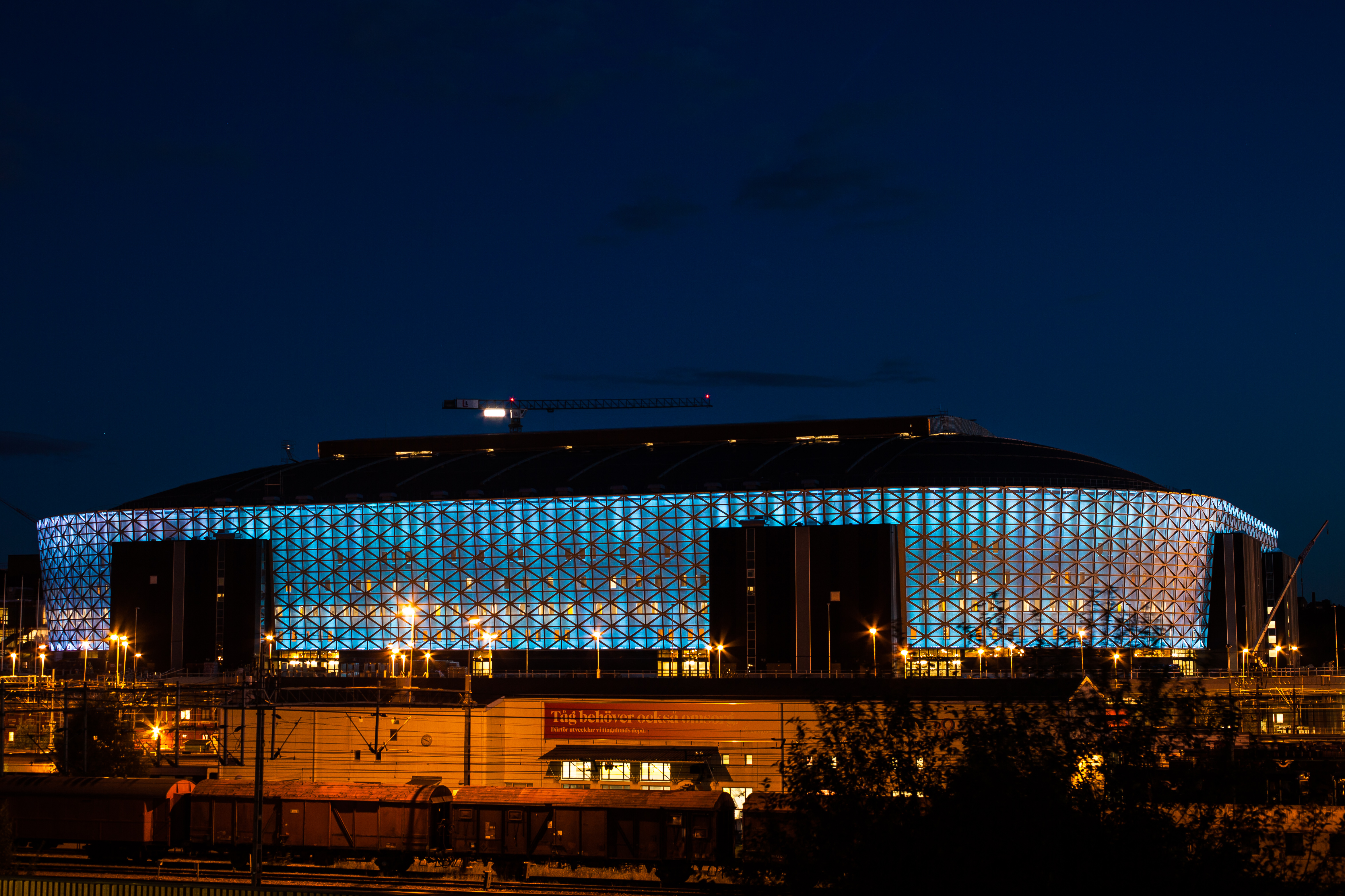
A stockholmi Friends Aréna eddig nyolcszor adott otthont a Melodifestivalen döntőjének.

A svéd nemzeti döntő a Melodifestivalen (A dalfesztivál) nevet viseli, és először 1959-ben rendezték meg. Azóta csak három évben maradt el: 1964-ben, 1970-ben és 1976-ban, amikor Svédország nem vett részt a dalversenyen. 1999-ig szakmai zsűri választotta ki a nyerteseket, azóta a nézők is részt vesznek a döntésben telefonos szavazás segítségével. Korábban tizenkettő, különböző előadók által előadott dal versenyzett, majd 2002-ben vezették be a ma is használatban lévő formátumot, mellyel hathetessé vált a verseny. A benevezett dalokból egy zsűri harminckettőt választ ki, melyeket négy elődöntőbe osztanak szét. Az elődöntőket hetente tartják egy-egy svéd városban, ahol a nyolc dalból kettő továbbjut a döntőbe, kettő a vigaszágra kerül, a másik négy pedig kiesik a versenyből. A négy elődöntő után az ötödik héten a vigaszágas dalok közül még kettő csatlakozik a döntőhöz. A 2009-ben bevezetett újítás értelmében egy nemzetközi zsűri a kiesett dalok közül kiválaszt egy tizenegyedik döntőst. A döntőben tizenegy regionális zsűri, illetve a nézők telefonos szavazatai alakítják ki a végeredményt, és a győztes képviselheti Svédországot az Eurovíziós Dalversenyen.
A 2000-es években a Melodifestivalen a svéd televíziózás legnézettebb műsorává vált: a 2007-es döntő körülbelül négymillió svéd televíziónézőt vonzott, valamint külföldről is sokan követik a versenyt az internetes közvetítésnek köszönhetően. Emellett nagy hatással van a svéd zenei életre: a nevezett dalok száma évről évre nő, 2006-ban már elérte a 3300-at, és a verseny után a slágerlistákat elárasztják a nemzeti döntő dalai.

## Résztvevők
| Év   | Előadó                            | Dal                                 | Magyar fordítás                   | Döntő                   | Pontszám                | Elődöntő             | Pontszám             |
| ---- | --------------------------------- | ----------------------------------- | --------------------------------- | ----------------------- | ----------------------- | -------------------- | -------------------- |
| 1958 | Alice Babs                        | Lilla stjärna                       | Kis csillag                       | 4.                      | 10                      | Nem volt elődöntő    | Nem volt elődöntő    |
| 1959 | Brita Borg                        | Augustin                            | Ágoston                           | 9.                      | 4                       | Nem volt elődöntő    | Nem volt elődöntő    |
| 1960 | Siw Malmkvist                     | Alla andra får varann               | Mindenki más együtt van           | 10.                     | 4                       | Nem volt elődöntő    | Nem volt elődöntő    |
| 1961 | Lill-Babs                         | April, April                        | Április, április                  | 14.                     | 2                       | Nem volt elődöntő    | Nem volt elődöntő    |
| 1962 | Inger Berggren                    | Sol och vår                         | Nap és tavasz                     | 7.                      | 4                       | Nem volt elődöntő    | Nem volt elődöntő    |
| 1963 | Monica Zetterlund                 | En gång i Stockholm                 | Egyszer Stockholmban              | 13.                     | 0                       | Nem volt elődöntő    | Nem volt elődöntő    |
|      |                                   |                                     |                                   |                         |                         | Nem volt elődöntő    | Nem volt elődöntő    |
| 1965 | Ingvar Wixell                     | Absent Friend                       | A barát hiánya                    | 10.                     | 6                       | Nem volt elődöntő    | Nem volt elődöntő    |
| 1966 | Lill Lindfors és Svante Thuresson | Nygammal vals                       | Régi-új keringő                   | 2.                      | 16                      | Nem volt elődöntő    | Nem volt elődöntő    |
| 1967 | Östen Warnerbring                 | Som en dröm                         | Mint egy álom                     | 8.                      | 7                       | Nem volt elődöntő    | Nem volt elődöntő    |
| 1968 | Claes Göran Hederström            | Det börjar verka kärlek, banne mig  | Ez kezd szerelem lenni, a francba | 5.                      | 15                      | Nem volt elődöntő    | Nem volt elődöntő    |
| 1969 | Tommy Körberg                     | Judy min vän                        | Barátom, Judy                     | 9.                      | 8                       | Nem volt elődöntő    | Nem volt elődöntő    |
|      |                                   |                                     |                                   |                         |                         | Nem volt elődöntő    | Nem volt elődöntő    |
| 1971 | Family Four                       | Vita vidder                         | Fehér látóhatár                   | 6.                      | 85                      | Nem volt elődöntő    | Nem volt elődöntő    |
| 1972 | Family Four                       | Härliga sommardag                   | Gyönyörű nyári nap                | 13.                     | 75                      | Nem volt elődöntő    | Nem volt elődöntő    |
| 1973 | Nova & The Dolls                  | You're Summer                       | Nyár vagy                         | 5.                      | 94                      | Nem volt elődöntő    | Nem volt elődöntő    |
| 1974 | ABBA                              | Waterloo                            | —                                 | 1.                      | 24                      | Nem volt elődöntő    | Nem volt elődöntő    |
| 1975 | Lasse Berghagen                   | Jennie, Jennie                      | —                                 | 8.                      | 72                      | Nem volt elődöntő    | Nem volt elődöntő    |
|      |                                   |                                     |                                   |                         |                         | Nem volt elődöntő    | Nem volt elődöntő    |
| 1977 | Forbes                            | Beatles                             | —                                 | 18.                     | 2                       | Nem volt elődöntő    | Nem volt elődöntő    |
| 1978 | Björn Skifs                       | Det blir alltid värre framåt natten | Éjszaka mindig rosszabb lesz      | 14.                     | 26                      | Nem volt elődöntő    | Nem volt elődöntő    |
| 1979 | Ted Gärdestad                     | Satellit                            | Műhold                            | 17.                     | 8                       | Nem volt elődöntő    | Nem volt elődöntő    |
| 1980 | Tomas Ledin                       | Just nu!                            | Most rögtön!                      | 10.                     | 47                      | Nem volt elődöntő    | Nem volt elődöntő    |
| 1981 | Björn Skifs                       | Fångad i en dröm                    | Egy álom rabságában               | 10.                     | 50                      | Nem volt elődöntő    | Nem volt elődöntő    |
| 1982 | Chips                             | Dag efter dag                       | Nap nap után                      | 8.                      | 67                      | Nem volt elődöntő    | Nem volt elődöntő    |
| 1983 | Carola Häggkvist                  | Främling                            | Idegen                            | 3.                      | 126                     | Nem volt elődöntő    | Nem volt elődöntő    |
| 1984 | Herreys                           | Diggi-Loo Diggi-Ley                 | —                                 | 1.                      | 145                     | Nem volt elődöntő    | Nem volt elődöntő    |
| 1985 | Kikki Danielsson                  | Bra vibrationer                     | Kellemes rezgések                 | 3.                      | 103                     | Nem volt elődöntő    | Nem volt elődöntő    |
| 1986 | Lasse Holm és Monica Törnell      | E' de' det här du kallar kärlek?    | Ez az amit te szerelemnek hívsz?  | 5.                      | 78                      | Nem volt elődöntő    | Nem volt elődöntő    |
| 1987 | Lotta Engberg                     | Boogaloo                            | —                                 | 12.                     | 50                      | Nem volt elődöntő    | Nem volt elődöntő    |
| 1988 | Tommy Körberg                     | Stad i ljus                         | A fény városa                     | 12.                     | 52                      | Nem volt elődöntő    | Nem volt elődöntő    |
| 1989 | Tommy Nilsson                     | En dag                              | Egy nap                           | 4.                      | 110                     | Nem volt elődöntő    | Nem volt elődöntő    |
| 1990 | Edin-Ådahl                        | Som en vind                         | Mint egy szél                     | 16.                     | 24                      | Nem volt elődöntő    | Nem volt elődöntő    |
| 1991 | Carola                            | Fångad av en stormvind              | Egy szélvihar rabságában          | 1.                      | 146                     | Nem volt elődöntő    | Nem volt elődöntő    |
| 1992 | Christer Björkman                 | I morgon är en annan dag            | A holnap egy másik nap            | 22.                     | 9                       | Nem volt elődöntő    | Nem volt elődöntő    |
| 1993 | Arvingarna                        | Eloise                              | Alojzia                           | 7.                      | 89                      | Nem volt elődöntő    | Nem volt elődöntő    |
| 1994 | Marie Bergman és Roger Pontare    | Stjärnorna                          | A csillagok                       | 13.                     | 48                      | Nem volt elődöntő    | Nem volt elődöntő    |
| 1995 | Jan Johansen                      | Se på mig                           | Nézz rám                          | 3.                      | 100                     | Nem volt elődöntő    | Nem volt elődöntő    |
| 1996 | One More Time                     | Den vilda                           | A vad                             | 3.                      | 100                     | Nem volt elődöntő    | Nem volt elődöntő    |
| 1997 | Blond                             | Bara hon älskar mig                 | Bárcsak szeretne engem            | 14.                     | 36                      | Nem volt elődöntő    | Nem volt elődöntő    |
| 1998 | Jill Johnson                      | Kärleken är                         | A szerelem...                     | 10.                     | 53                      | Nem volt elődöntő    | Nem volt elődöntő    |
| 1999 | Charlotte Nilsson                 | Take Me to Your Heaven              | Vigyél a mennyországodba!         | 1.                      | 163                     | Nem volt elődöntő    | Nem volt elődöntő    |
| 2000 | Roger Pontare                     | When Spirits Are Calling My Name    | Amikor szellemek szólítanak       | 7.                      | 88                      | Nem volt elődöntő    | Nem volt elődöntő    |
| 2001 | Friends                           | Listen To Your Heartbeat            | Hallgass a szívedre               | 5.                      | 100                     | Nem volt elődöntő    | Nem volt elődöntő    |
| 2002 | Afro-dite                         | Never Let It Go                     | Sose hagyom elmenni               | 8.                      | 72                      | Nem volt elődöntő    | Nem volt elődöntő    |
| 2003 | Fame                              | Give Me Your Love                   | Add nekem a szerelmedet           | 5.                      | 107                     | Nem volt elődöntő    | Nem volt elődöntő    |
| 2004 | Lena Philipsson                   | It Hurts                            | Fáj                               | 5.                      | 170                     | Automatikusan döntős | Automatikusan döntős |
| 2005 | Martin Stenmarck                  | Las Vegas                           | —                                 | 19.                     | 30                      | Automatikusan döntős | Automatikusan döntős |
| 2006 | Carola                            | Invincible                          | Legyőzhetetlen                    | 5.                      | 170                     | 4.                   | 214                  |
| 2007 | The Ark                           | The Worrying Kind                   | Az aggódó típus                   | 18.                     | 51                      | Automatikusan döntős | Automatikusan döntős |
| 2008 | Charlotte Perrelli                | Hero                                | Hős                               | 18.                     | 47                      | 12.                  | 54                   |
| 2009 | Malena Ernman                     | La voix                             | A hang                            | 21.                     | 33                      | 4.                   | 105                  |
| 2010 | Anna Bergendahl                   | This Is My Life                     | Ez az életem                      | Nem jutott be a döntőbe | Nem jutott be a döntőbe | 11.                  | 62                   |
| 2011 | Eric Saade                        | Popular                             | Népszerű                          | 3.                      | 185                     | 1.                   | 155                  |
| 2012 | Loreen                            | Euphoria                            | Eufória                           | 1.                      | 372                     | 1.                   | 181                  |
| 2013 | Robin Stjernberg                  | You                                 | Te                                | 14.                     | 62                      | Automatikusan döntős | Automatikusan döntős |
| 2014 | Sanna Nielsen                     | Undo                                | Visszavonni                       | 3.                      | 218                     | 2.                   | 131                  |
| 2015 | Måns Zelmerlöw                    | Heroes                              | Hősök                             | 1.                      | 365                     | 1.                   | 217                  |
| 2016 | Frans                             | If I Were Sorry                     | Ha bánnám                         | 5.                      | 261                     | Automatikusan döntős | Automatikusan döntős |
| 2017 | Robin Bengtsson                   | I Can’t Go On                       | Nem tudom folytatni               | 5.                      | 344                     | 3.                   | 227                  |
| 2018 | Benjamin Ingrosso                 | Dance You Off                       | Letáncollak                       | 7.                      | 274                     | 2.                   | 254                  |
| 2019 | John Lundvik                      | Too Late for Love                   | Túl késő a szerelemhez            | 5.                      | 334                     | 3.                   | 238                  |
| 2020 | The Mamas                         | Move                                | Mozdulj!                          | Elmaradt a verseny      | Elmaradt a verseny      | Elmaradt a verseny   | Elmaradt a verseny   |
| 2021 | Tusse                             | Voices                              | Hangok                            | 14.                     | 109                     | 7.                   | 142                  |
| 2022 | Cornelia Jakobs                   | Hold Me Closer                      | Ölelj szorosabban                 | 4.                      | 438                     | 1.                   | 396                  |
| 2023 | Loreen                            | Tattoo                              | Tetoválás                         | 1.                      | 583                     | 2.                   | 135                  |
| 2024 | Marcus & Martinus                 | Unforgettable                       | Felejthetetlen                    | 9.                      | 174                     | Automatikusan döntős | Automatikusan döntős |
| 2025 | KAJ                               | Bara bada bastu                     | Csak szaunázzunk!                 | 4.                      | 321                     | 4.                   | 118                  |
| 2026 |                                   |                                     |                                   |                         |                         |                      |                      |

## Szavazástörténet

### 1958–2024
| Hely | Ország              | Pont |
| ---- | ------------------- | ---- |
| 1.   | Norvégia            | 105  |
| 2.   | Finnország          | 101  |
| 3.   | Dánia               | 93   |
| 4.   | Izland              | 72   |
| 5.   | Hollandia           | 67   |
| 6.   | Oroszország         | 58   |
| 7.   | Észtország          | 56   |
| 8.   | Málta               | 55   |
| 9.   | Ukrajna             | 54   |
| 10.  | Bosznia-Hercegovina | 53   |

| Hely | Ország      | Pont |
| ---- | ----------- | ---- |
| 1.   | Málta       | 135  |
| 2.   | Norvégia    | 120  |
| 3.   | Dánia       | 112  |
| 4.   | Hollandia   | 89   |
| 5.   | Németország | 88   |
| 6.   | Lettország  | 83   |
| 7.   | Írország    | 83   |
| 8.   | Belgium     | 79   |
| 9.   | Ausztrália  | 76   |
| 10.  | Portugália  | 76   |

Svédország még sosem adott pontot az elődöntőben a következő országoknak: Monaco és San Marino
Svédország mindegyik országtól kapott legalább egy pontot az elődöntőkben.
| Hely | Ország             | Pont |
| ---- | ------------------ | ---- |
| 1.   | Norvégia           | 267  |
| 2.   | Írország           | 231  |
| 3.   | Dánia              | 214  |
| 4.   | Egyesült Királyság | 194  |
| 5.   | Franciaország      | 181  |
| 6.   | Finnország         | 177  |
| 7.   | Németország        | 150  |
| 8.   | Izland             | 137  |
| 9.   | Svájc              | 127  |
| 10.  | Hollandia          | 125  |

| Hely | Ország             | Pont |
| ---- | ------------------ | ---- |
| 1.   | Norvégia           | 430  |
| 2.   | Dánia              | 409  |
| 3.   | Finnország         | 330  |
| 4.   | Izland             | 275  |
| 5.   | Egyesült Királyság | 263  |
| 6.   | Írország           | 237  |
| 7.   | Németország        | 234  |
| 8.   | Észtország         | 233  |
| 9.   | Hollandia          | 213  |
| 10.  | Belgium            | 212  |

Svédország még sosem adott pontot a döntőben a következő országoknak: Fehéroroszország, Marokkó, San Marino és Szlovákia
Svédország mindegyik országtól kapott legalább egy pontot a döntőkben.

## Rendezések

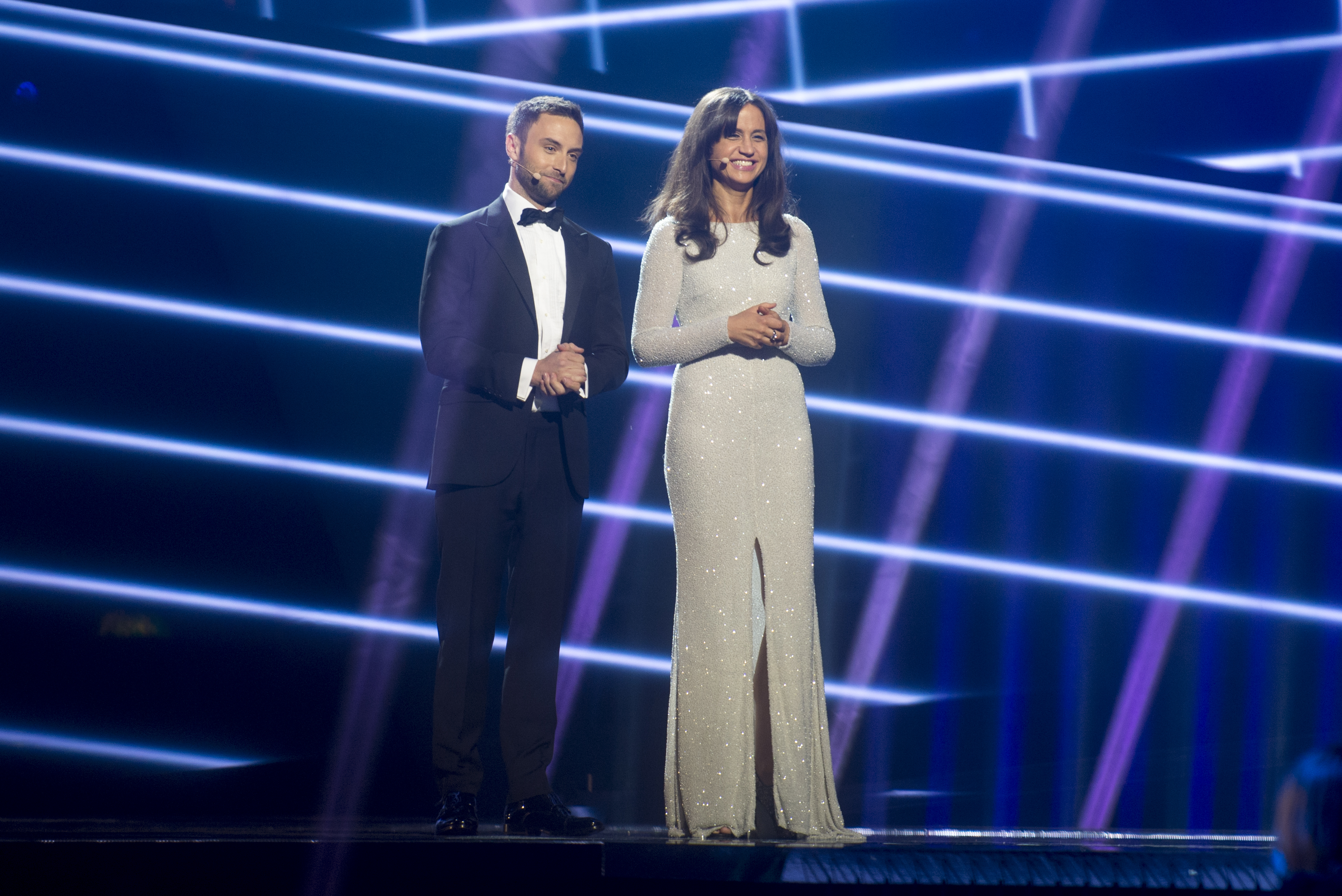
A 2016-os verseny műsorvezetői.

| Év   | Város                 | Helyszín              | Műsorvezető(k)                       |
| ---- | --------------------- | --------------------- | ------------------------------------ |
| 1975 | Svédország, Stockholm | Stockholmsmässan      | Karin Falck                          |
| 1985 | Svédország, Göteborg  | Scandinavium          | Lill Lindfors                        |
| 1992 | Svédország, Malmö     | Isstadion             | Lydia Cappolicchio, Harald Treutiger |
| 2000 | Svédország, Stockholm | Stockholm Globe Arena | Kattis Ahlström, Anders Lundin       |
| 2013 | Svédország, Malmö     | Malmö Aréna           | Petra Mede                           |
| 2016 | Svédország, Stockholm | Ericsson Globe        | Petra Mede, Måns Zelmerlöw           |
| 2024 | Svédország, Malmö     | Malmö Aréna           | Petra Mede, Malin Åkerman            |

## Háttér
| Év   | Rendező           | Kommentátor                                              | Rádiós kommentátor                               | Pontbejelentő                                    |
| ---- | ----------------- | -------------------------------------------------------- | ------------------------------------------------ | ------------------------------------------------ |
| 1957 | Frankfurt am Main | Nils Linnman                                             | Nem volt                                         | Nem vettek részt                                 |
| 1958 | Hilversum         | Jan Gabrielsson                                          | Jan Gabrielsson                                  | Tage Danielsson                                  |
| 1959 | Cannes            | Jan Gabrielsson                                          | Jan Gabrielsson                                  | Roland Eiworth                                   |
| 1960 | London            | Jan Gabrielsson                                          | Jan Gabrielsson                                  | Tage Danielsson                                  |
| 1961 | Cannes            | Jan Gabrielsson                                          | Jan Gabrielsson                                  | Roland Eiworth                                   |
| 1962 | Luxembourg        | Jan Gabrielsson                                          | Jan Gabrielsson                                  | Tage Danielsson                                  |
| 1963 | London            | Jörgen Cederberg                                         | Jörgen Cederberg                                 | Edvard Matz                                      |
| 1964 | Koppenhága        | Sven Lindahl                                             | Sven Lindahl                                     | Nem vettek részt                                 |
| 1965 | Nápoly            | Berndt Friberg                                           | Berndt Friberg                                   | Edvard Matz                                      |
| 1966 | Luxembourg        | Sven Lindahl                                             | Sven Lindahl                                     | Edvard Matz                                      |
| 1967 | Bécs              | Christina Hansegård                                      | Christina Hansegård                              | Edvard Matz                                      |
| 1968 | London            | Christina Hansegård                                      | Christina Hansegård                              | Edvard Matz                                      |
| 1969 | Madrid            | Christina Hansegård                                      | Christina Hansegård                              | Edvard Matz                                      |
| 1970 | Amszterdam        | Nem vettek részt és nem közvetítették a versenyt         | Nem vettek részt és nem közvetítették a versenyt | Nem vettek részt és nem közvetítették a versenyt |
| 1971 | Dublin            | Åke Strömmer                                             | Ursula Richter                                   | N/A                                              |
| 1972 | Edinburgh         | Bo Billtén                                               | Björn Bjelfvenstam                               | N/A                                              |
| 1973 | Luxembourg        | Alicia Lundberg                                          | Ursula Richter                                   | N/A                                              |
| 1974 | Brighton          | Johan Sandström                                          | Ursula Richter                                   | Sven Lindahl                                     |
| 1975 | Stockholm         | Åke Strömmer                                             | Ursula Richter                                   | Sven Lindahl                                     |
| 1976 | Hága              | Nem volt                                                 | Ursula Richter                                   | Nem vettek részt                                 |
| 1977 | London            | Ulf Elfving                                              | Ursula Richter és Åke Strömmer                   | Sven Lindahl                                     |
| 1978 | Párizs            | Ulf Elfving                                              | Kent Finell                                      | Sven Lindahl                                     |
| 1979 | Jeruzsálem        | Ulf Elfving                                              | Kent Finell                                      | Sven Lindahl                                     |
| 1980 | Hága              | Ulf Elfving                                              | Kent Finell                                      | Arne Weise                                       |
| 1981 | Dublin            | Ulf Elfving                                              | Nem volt                                         | Bengteric Nordell                                |
| 1982 | Harrogate         | Ulf Elfving                                              | Kent Finell                                      | Arne Weise                                       |
| 1983 | München           | Ulf Elfving                                              | Kent Finell                                      | Agneta Bolme-Börjefors                           |
| 1984 | Luxembourg        | Fredrik Belfrage                                         | Nem volt                                         | Agneta Bolme-Börjefors                           |
| 1985 | Göteborg          | Fredrik Belfrage                                         | Jan Ellerås és Rune Hallberg                     | Agneta Bolme-Börjefors                           |
| 1986 | Bergen            | Ulf Elfving                                              | Jacob Dahlin                                     | Agneta Bolme-Börjefors                           |
| 1987 | Brüsszel          | Fredrik Belfrage                                         | Jacob Dahlin                                     | Jan Ellerås                                      |
| 1988 | Dublin            | Bengt Grafström                                          | Kalle Oldby                                      | Maud Uppling                                     |
| 1989 | Lausanne          | Jacob Dahlin                                             | Kent Finell és Janeric Sundquist                 | Agneta Bolme-Börjefors                           |
| 1990 | Zágráb            | Jan Jingryd                                              | Kersti Adams-Ray                                 | Jan Ellerås                                      |
| 1991 | Róma              | Harald Treutiger                                         | Kalle Oldby és Runne Hallberg                    | Bo Hagström                                      |
| 1992 | Malmö             | Björn Kjellman és Jesper Aspegren                        | Kalle Oldby és Lotta Engberg                     | Jan Jingryd                                      |
| 1993 | Millstreet        | Jan Jingryd és Kåge Gimtell                              | Susan Seidemar és Claes-Johan Larsson            | Gösta Hanson                                     |
| 1994 | Dublin            | Pekka Heino                                              | Claes-Johan Larsson és Lisa Syrén                | Marianne Anderberg                               |
| 1995 | Dublin            | Pernilla Månsson és Kåge Gimtell                         | Claes-Johan Larsson és Lisa Syrén                | Björn Hedman                                     |
| 1996 | Oslo              | Björn Kjellman                                           | Claes-Johan Larsson és Lisa Syrén                | Ulla Rundqvist                                   |
| 1997 | Dublin            | Jan Jingryd                                              | Claes-Johan Larsson és Lisa Syrén                | Gösta Hanson                                     |
| 1998 | Birmingham        | Pernilla Månsson és Christer Björkman                    | Claes-Johan Larsson és Anna Hötzel               | Björn Hedman                                     |
| 1999 | Jeruzsálem        | Pekka Heino és Anders Berglund                           | Carolina Norén                                   | Pontus Gårdinger                                 |
| 2000 | Stockholm         | Pernilla Månsson és Christer Lundh                       | Carolina Norén és Björn Kjellman                 | Malin Ekander                                    |
| 2001 | Koppenhága        | Henrik Olsson                                            | Carolina Norén és Björn Kjellman                 | Josefine Sundström                               |
| 2002 | Tallinn           | Claes Åkesson és Christer Björkman                       | Carolina Norén és Björn Kjellman                 | Kristin Kaspersen                                |
| 2003 | Riga              | Pekka Heino                                              | Carolina Norén és Björn Kjellman                 | Kattis Ahlström                                  |
| 2004 | Isztambul         | Pekka Heino                                              | Carolina Norén és Björn Kjellman                 | Jovan Radomir                                    |
| 2005 | Kijev             | Pekka Heino                                              | Carolina Norén és Björn Kjellman                 | Annika Jankell                                   |
| 2006 | Athén             | Pekka Heino                                              | Carolina Norén és Björn Kjellman                 | Jovan Radomir                                    |
| 2007 | Helsinki          | Kristian Luuk és Josef Sterzenbach                       | Carolina Norén és Björn Kjellman                 | André Pops                                       |
| 2008 | Belgrád           | Kristian Luuk és Josef Sterzenbach                       | Carolina Norén és Björn Kjellman                 | Shirley Clamp                                    |
| 2009 | Moszkva           | Edward af Sillén és Shirley Clamp                        | Carolina Norén és Björn Kjellman                 | Sarah Dawn Finer                                 |
| 2010 | Oslo              | Edward af Sillén és Christine Meltzer                    | Carolina Norén és Björn Kjellman                 | Eric Saade                                       |
| 2011 | Düsseldorf        | Edward af Sillén és Hélène Benno                         | Carolina Norén és Björn Kjellman                 | Danny Saucedo                                    |
| 2012 | Baku              | Edward af Sillén és Gina Dirawi                          | Carolina Norén és Björn Kjellman                 | Lynda Woodruff                                   |
| 2013 | Malmö             | Josefine Sundström                                       | Carolina Norén és Björn Kjellman                 | Yohio                                            |
| 2014 | Koppenhága        | Edward af Sillén és Malin Olsson                         | Carolina Norén és Ronnie Ritterland              | Alcazar                                          |
| 2015 | Bécs              | Edward af Sillén és Sanna Nielsen                        | Carolina Norén és Ronnie Ritterland              | Mariette Hansson                                 |
| 2016 | Stockholm         | Lotta Bromé                                              | Carolina Norén és Björn Kjellman                 | Gina Dirawi                                      |
| 2017 | Kijev             | Edward af Sillén és Måns Zelmerlöw                       | Carolina Norén, Björn Kjellman és Ola Gäverth    | Wiktoria Johansson                               |
| 2018 | Lisszabon         | Edward af Sillén és Sanna Nielsen                        | Carolina Norén és Björn Kjellman                 | Felix Sandman                                    |
| 2019 | Tel-Aviv          | Edward af Sillén és Charlotte Perrelli                   | Carolina Norén és Björn Kjellman                 | Eric Saade                                       |
| 2021 | Rotterdam         | Edward af Sillén és Christer Björkman                    | Carolina Norén                                   | Carola Häggkvist                                 |
| 2022 | Torino            | Edward af Sillén (összes adás) Linnea Henriksson (döntő) | Carolina Norén                                   | Dotter                                           |
| 2023 | Liverpool         | Edward af Sillén (összes adás) Måns Zelmerlöw (döntő)    | Carolina Norén                                   | Farah Abadi                                      |
| 2024 | Malmö             | Edward af Sillén                                         | Carolina Norén                                   | Frans                                            |
| 2025 | Bázel             | Edward af Sillén (összes adás) Petra Mede (döntő)        | Carolina Norén                                   | Keyyo                                            |
| 2026 | Bécs              |                                                          |                                                  |                                                  |

## Díjak

### Marcel Bezençon-díj
| Kategória       | Év   | Előadó           | Dal             | Zeneszerző(k) Szöveg / zene                                                                             | Eredmény az Eurovízión | Eredmény az Eurovízión | Helyszín  |
| Kategória       | Év   | Előadó           | Dal             | Zeneszerző(k) Szöveg / zene                                                                             | Helyezés               | Pontszám               | Helyszín  |
| --------------- | ---- | ---------------- | --------------- | --- | ---------------------- | ---------------------- | --------- |
| Művészeti díj   | 2002 | Afro-dite        | Never Let It Go | Marcos Ubeda                                                                                            | 8.                     | 72                     | Tallinn   |
| Művészeti díj   | 2006 | Carola           | Invincible      | Carola Häggkvist, Thomas G:son, Bobby Ljunggren, Henrik Wikström                                        | 5.                     | 170                    | Athén     |
| Művészeti díj   | 2012 | Loreen           | Euphoria        | Thomas G:son, Peter Boström                                                                             | 1.                     | 372                    | Baku      |
| Művészeti díj   | 2015 | Måns Zelmerlöw   | Heroes          | Anton Malmberg Hård af Segerstad, Joy Deb, Linnea Deb                                                   | 1.                     | 365                    | Bécs      |
| Művészeti díj   | 2023 | Loreen           | Tattoo          | Jimmy "Joker" Thörnfeldt, Jimmy Jansson, Lorine Talhaoui, Moa Carlebecker, Peter Boström, Thomas G:son  | 1.                     | 583                    | Liverpool |
| Zeneszerzői díj | 2012 | Loreen           | Euphoria        | Thomas G:son, Peter Boström                                                                             | 1.                     | 372                    | Baku      |
| Zeneszerzői díj | 2013 | Robin Stjernberg | You             | Robin Stjernberg, Joy Deb, Linnea Deb, Joakim Harestad Haukaas                                          | 14.                    | 62                     | Malmö     |
| Zeneszerzői díj | 2022 | Cornelia Jakobs  | Hold Me Closer  | Cornelia Jakobs, David Zandén, Isa Molin                                                                | 4.                     | 438                    | Torino    |
| Sajtódíj        | 2023 | Loreen           | Tattoo          | Jimmy "Joker" Thörnfeldt, Jimmy Jansson, Lorine Talhaoui, Moa Carlebecker, Peter Boström, Thomas G:son. | 1.                     | 583.                   | Liverpool |

### OGAE-szavazás
| Kategória              | Év   | Előadó             | Dal            | Eredmény az Eurovízión | Eredmény az Eurovízión | Helyszín   |
| Kategória              | Év   | Előadó             | Dal            | Helyezés               | Pontszám               | Helyszín   |
| ---------------------- | ---- | ------------------ | -------------- | ---------------------- | ---------------------- | ---------- |
| OGAE Song Contest Poll | 2008 | Charlotte Perrelli | Hero           | 18.                    | 47                     | Belgrád    |
| OGAE Song Contest Poll | 2012 | Loreen             | Euphoria       | 1.                     | 372                    | Baku       |
| OGAE Song Contest Poll | 2014 | Sanna Nielsen      | Undo           | 3.                     | 218                    | Koppenhága |
| OGAE Song Contest Poll | 2022 | Cornelia Jakobs    | Hold Me Closer | 4.                     | 438                    | Torino     |
| OGAE Song Contest Poll | 2023 | Loreen             | Tattoo         | 1.                     | 583                    | Liverpool  |

### ESC Radio Awards
| Kategória            | Év   | Előadó        | Dal      | Eredmény az Eurovízión | Eredmény az Eurovízión | Helyszín   |
| Kategória            | Év   | Előadó        | Dal      | Helyezés               | Pontszám               | Helyszín   |
| -------------------- | ---- | ------------- | -------- | ---------------------- | ---------------------- | ---------- |
| Legjobb női előadó   | 2012 | Loreen        | Euphoria | 1.                     | 372                    | Baku       |
| Legjobb női előadó   | 2014 | Sanna Nielsen | Undo     | 3.                     | 218                    | Koppenhága |
| Legjobb férfi előadó | 2011 | Eric Saade    | Popular  | 3.                     | 185                    | Düsseldorf |
| Legjobb dal          | 2011 | Eric Saade    | Popular  | 3.                     | 185                    | Düsseldorf |
| Legjobb dal          | 2012 | Loreen        | Euphoria | 1.                     | 372                    | Baku       |

## Galéria

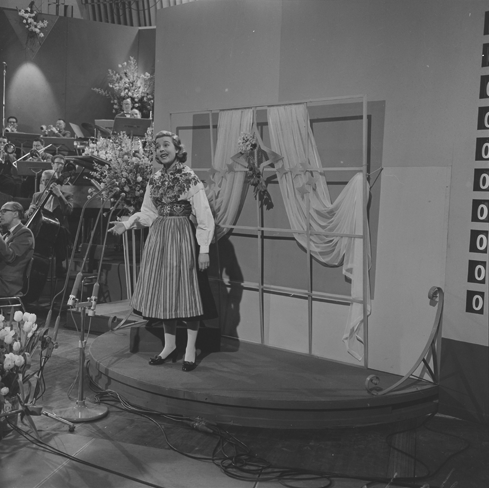
Alice Babs in Hilversum (1958)
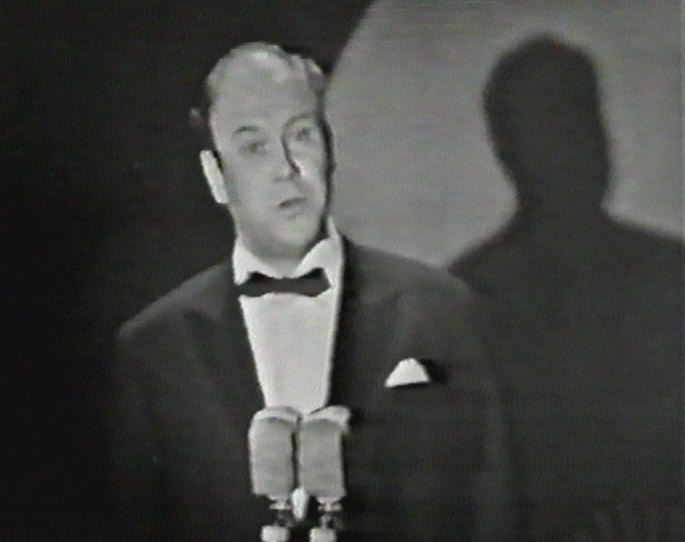
Ingvar Wixell Nápolyban (1965)
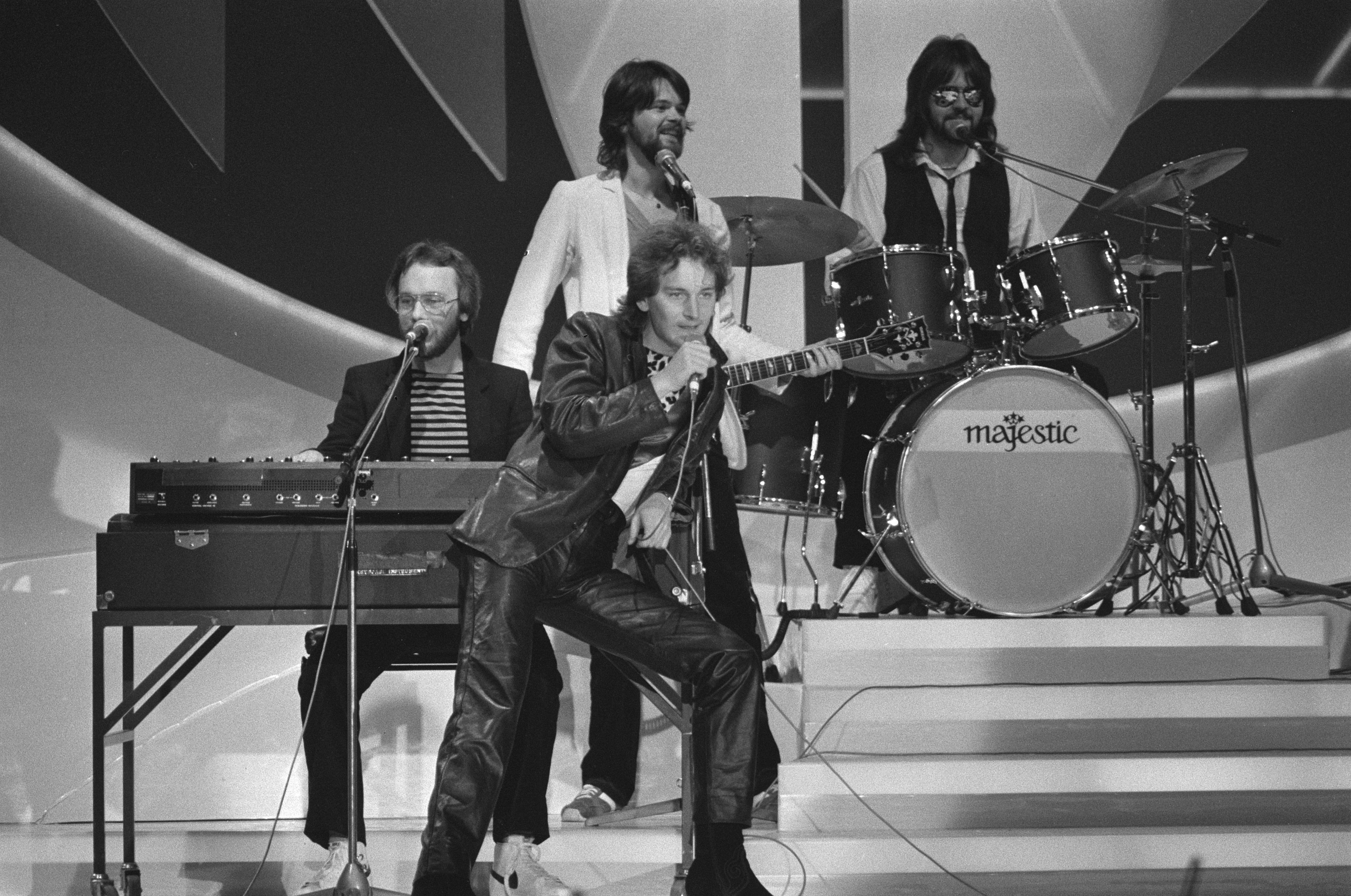
Tomas Ledin Hágában (1980)
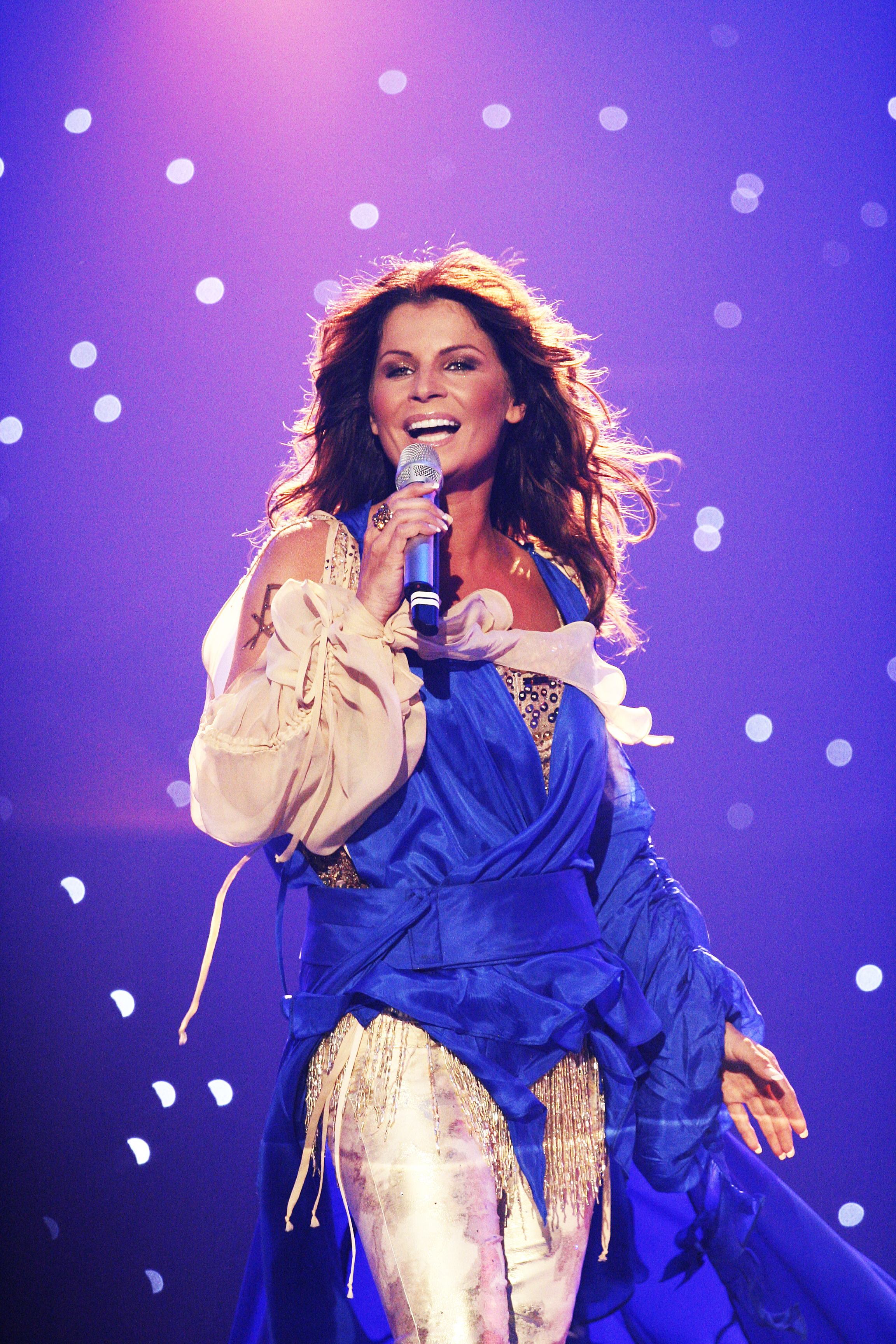
Carola Athénban (2006)
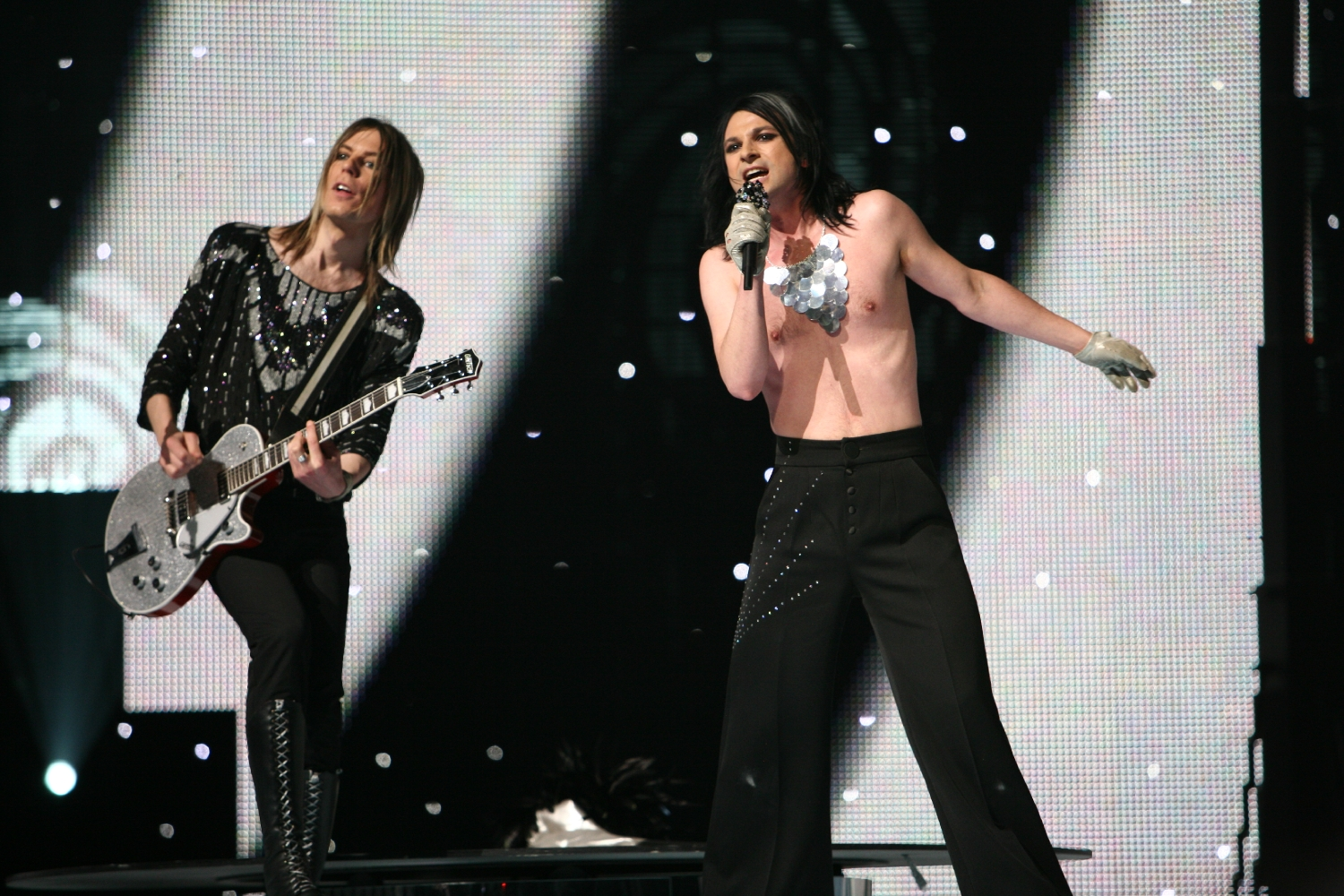
The Ark Helsinkiben (2007)
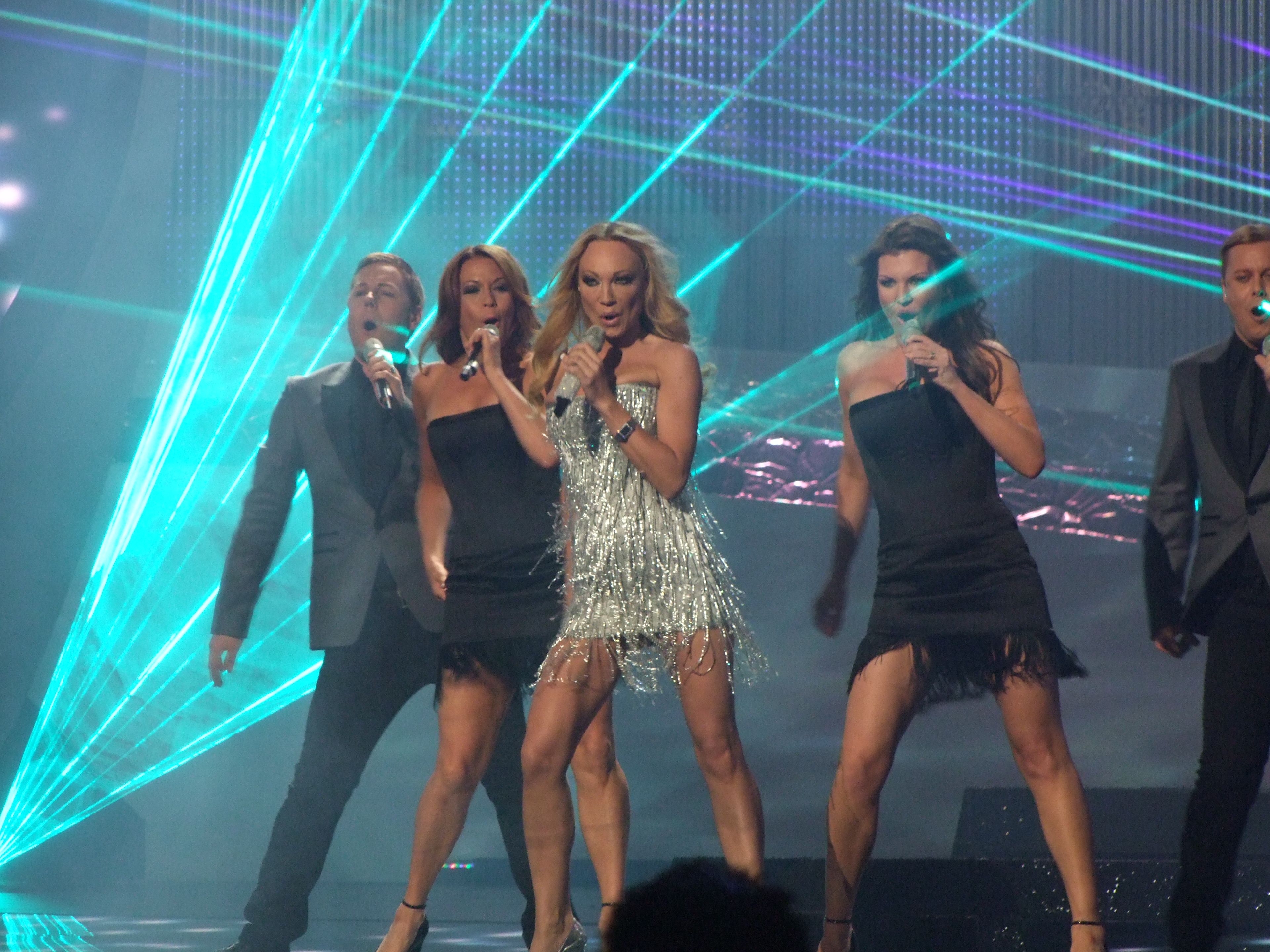
Charlotte Perrelli Belgrádban (2008)
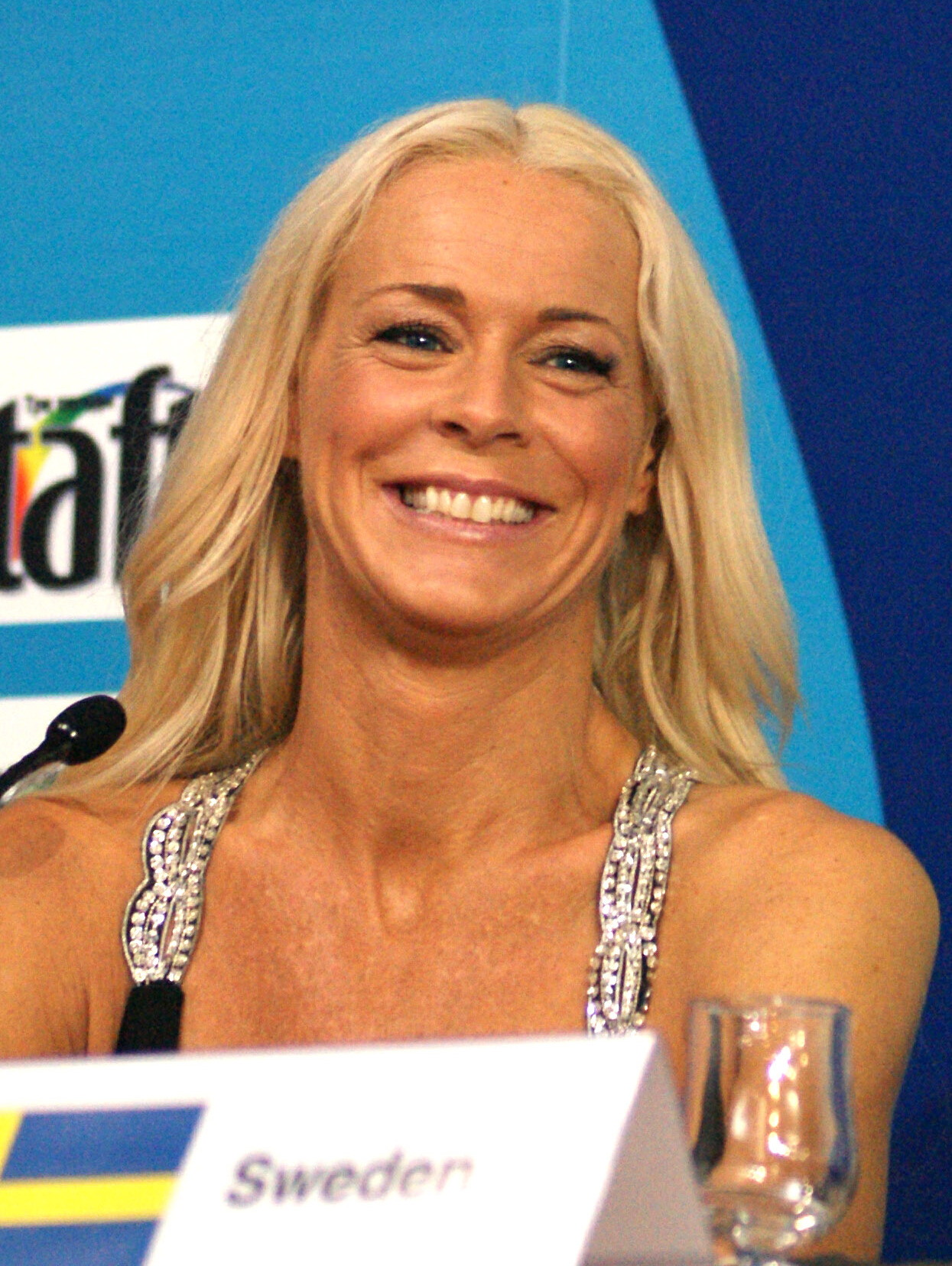
Malena Ernman Moszkvában (2009)
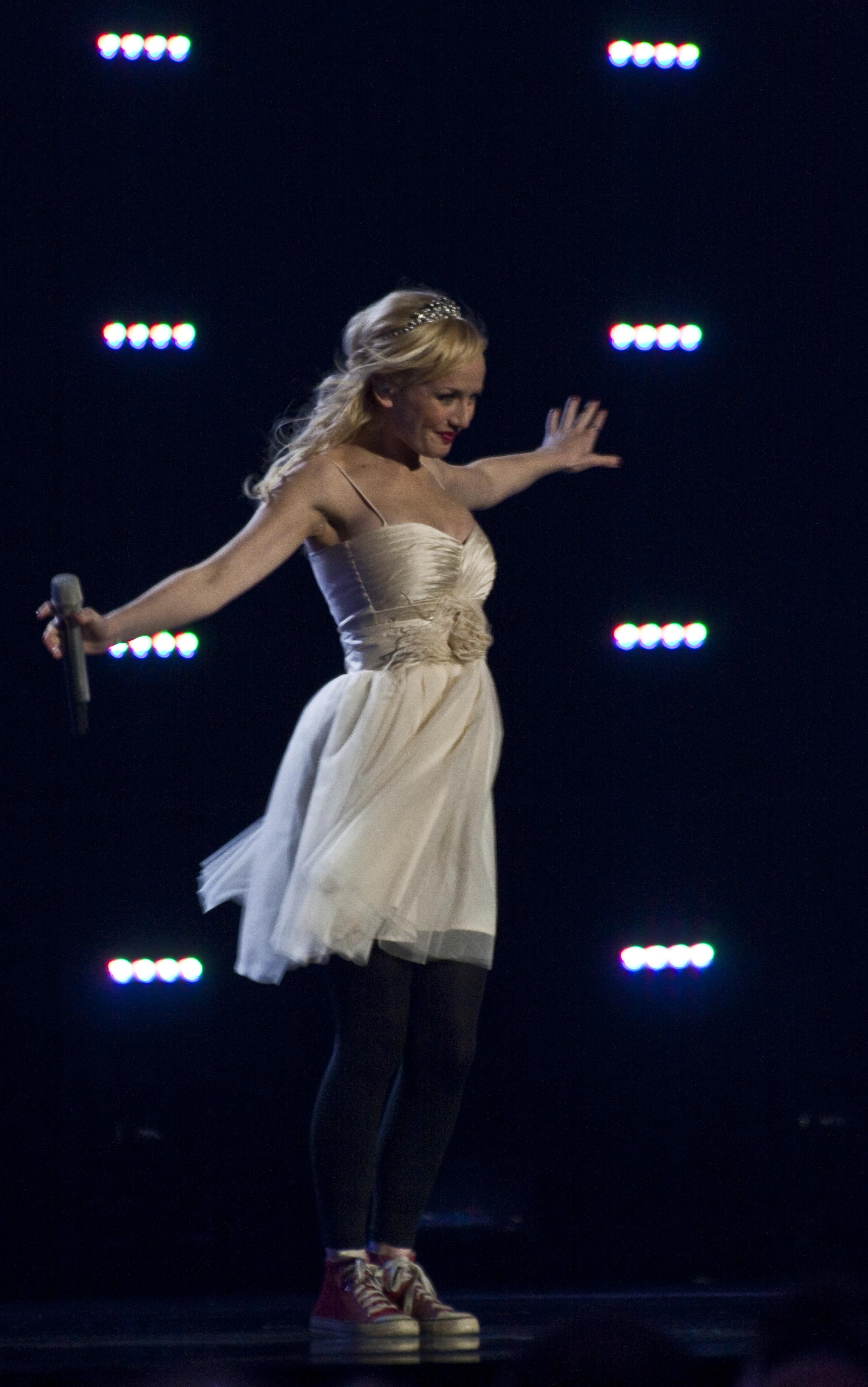
Anna Bergendahl Osloban (2010)
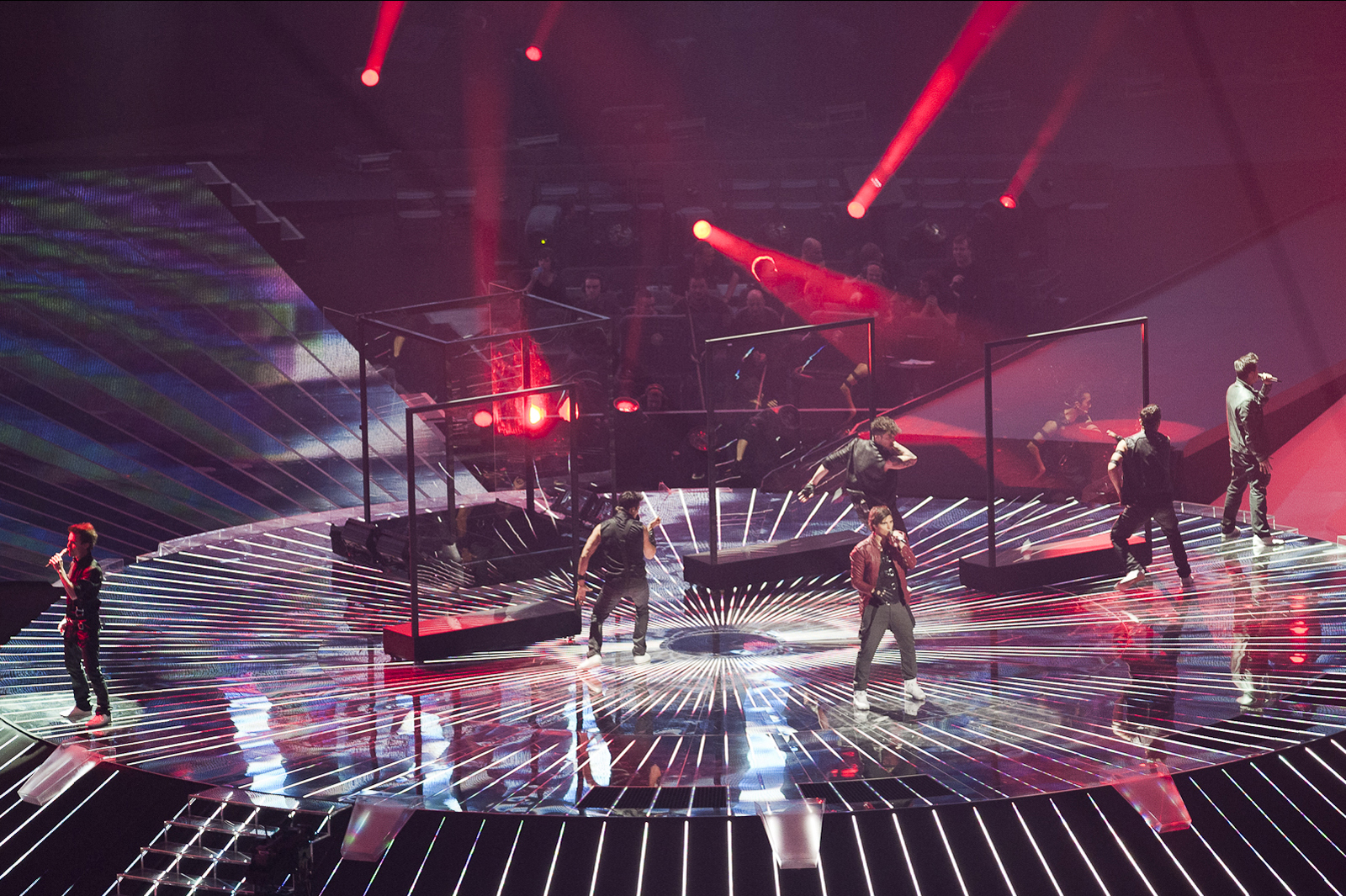
Eric Saade Düsseldorfban (2011)
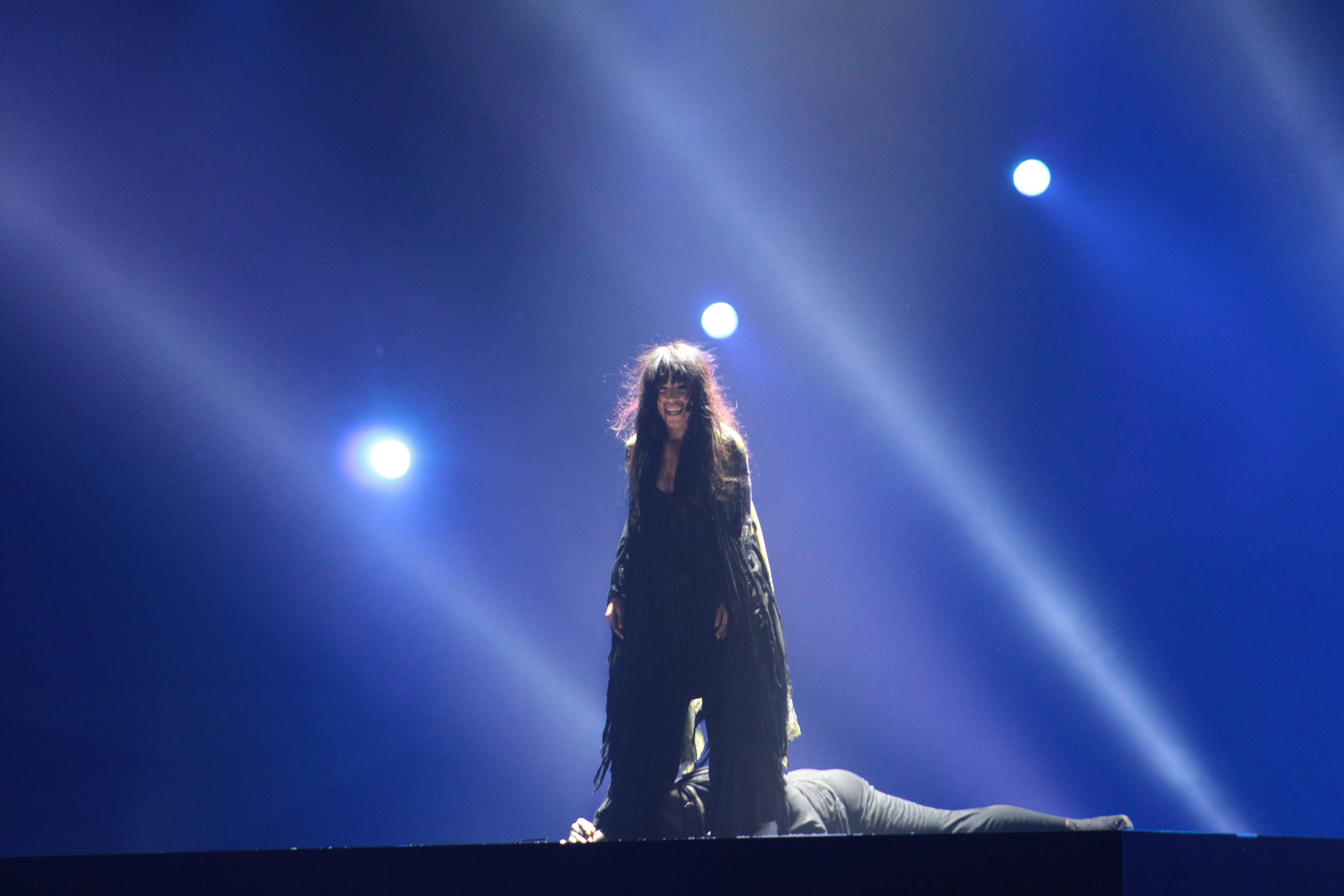
Loreen Bakuban (2012)
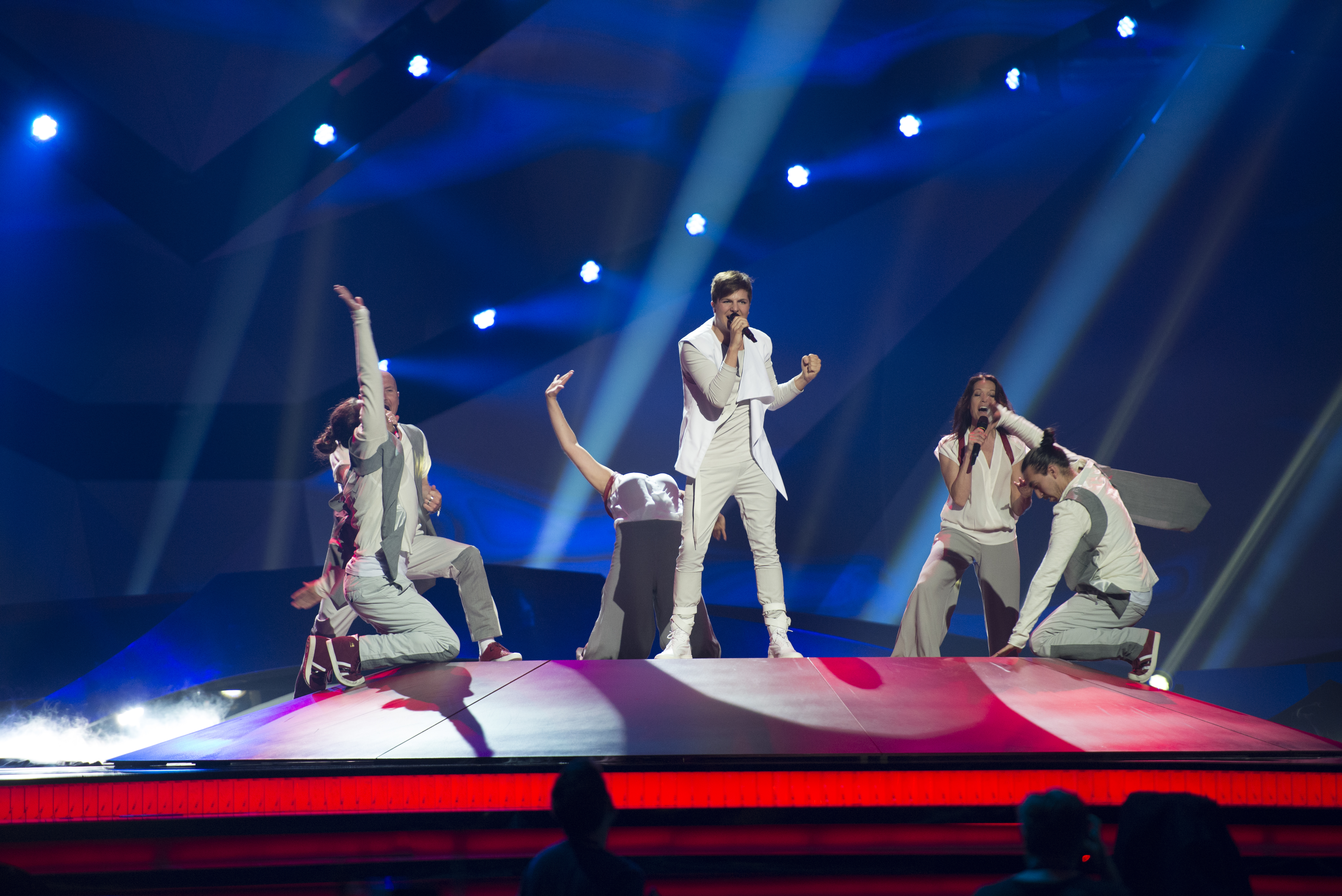
Robin Stjernberg Malmőben (2013)
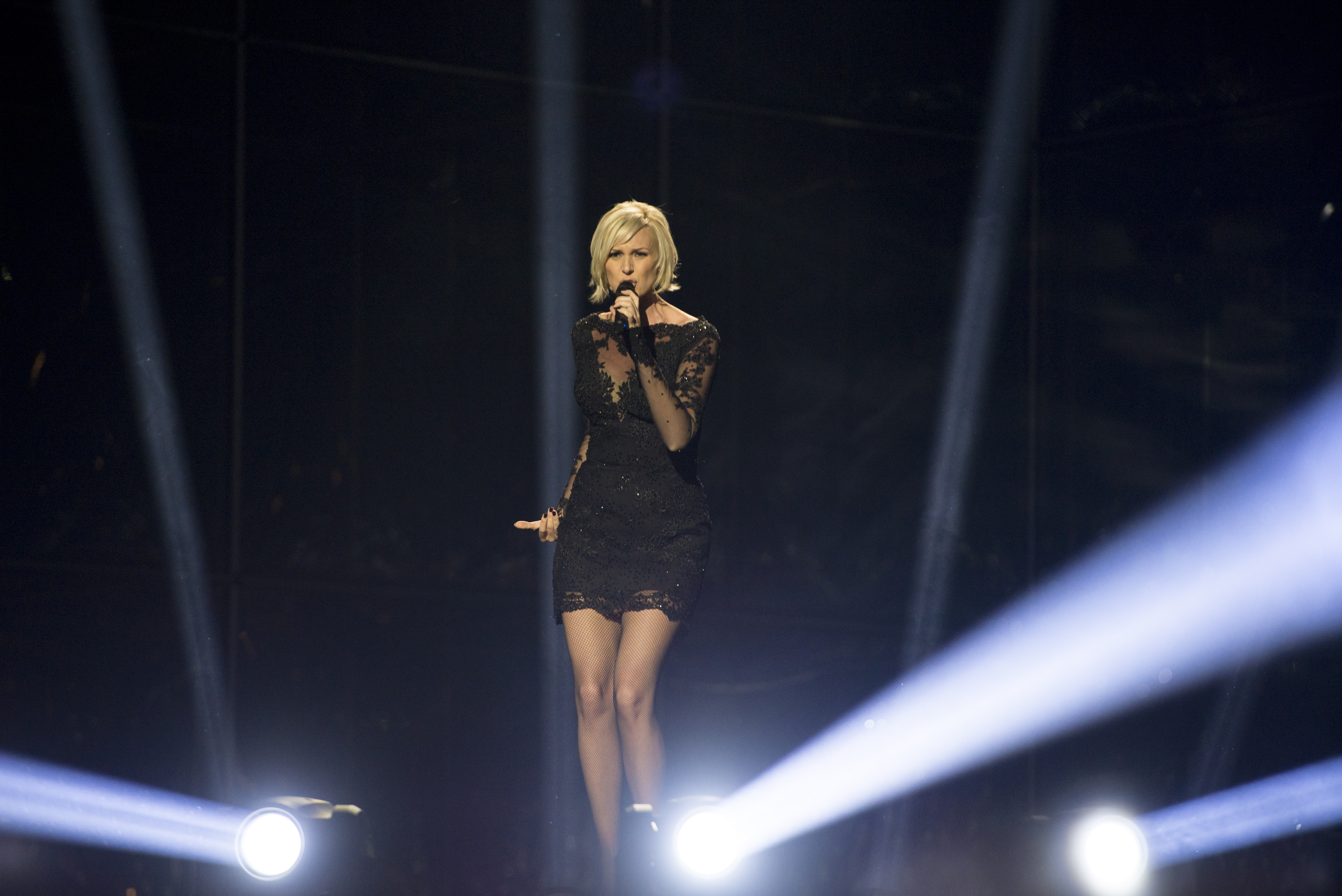
Sanna Nielsen Koppenhágában (2014)
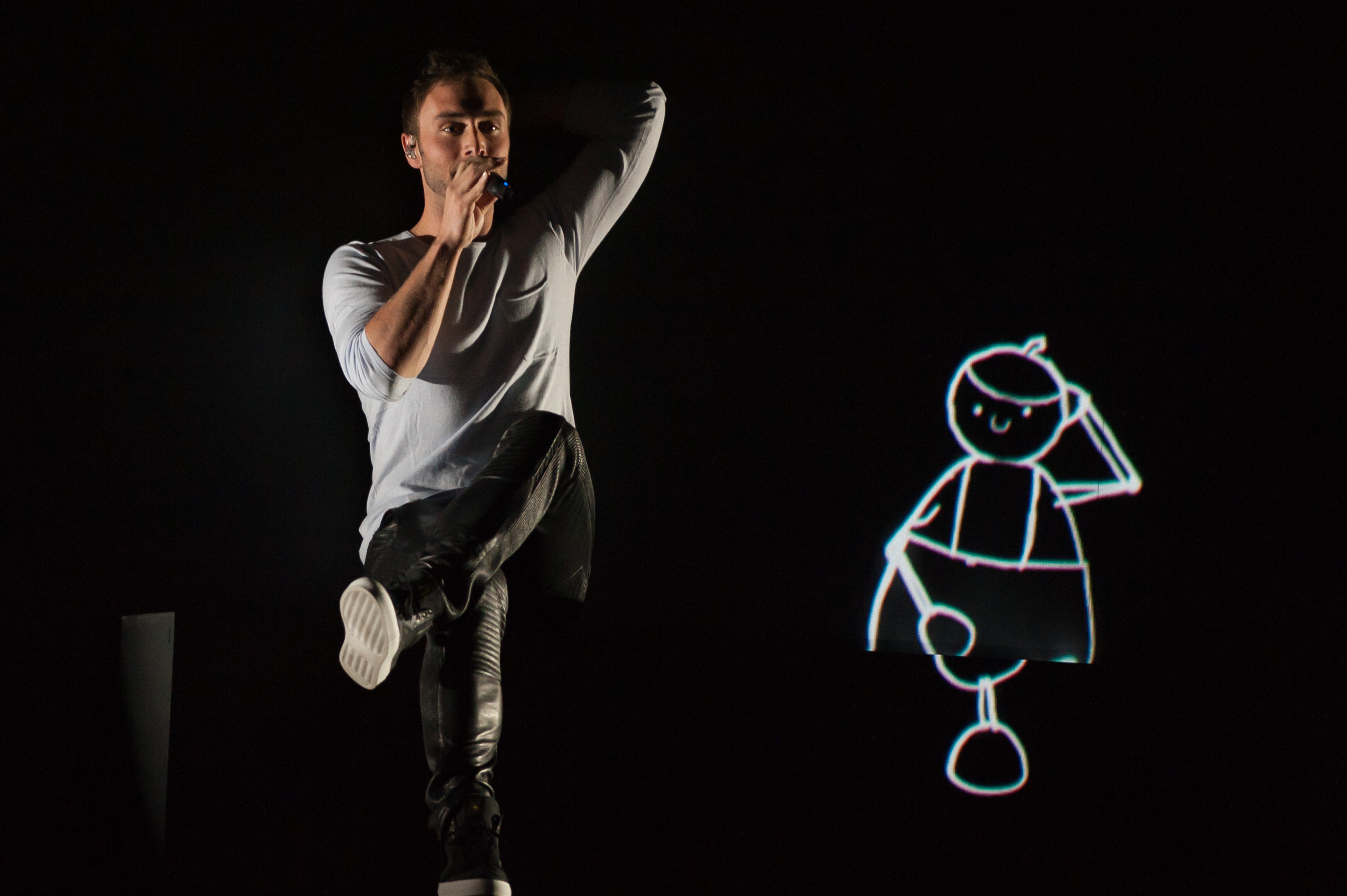
Måns Zelmerlöw Bécsben (2015)
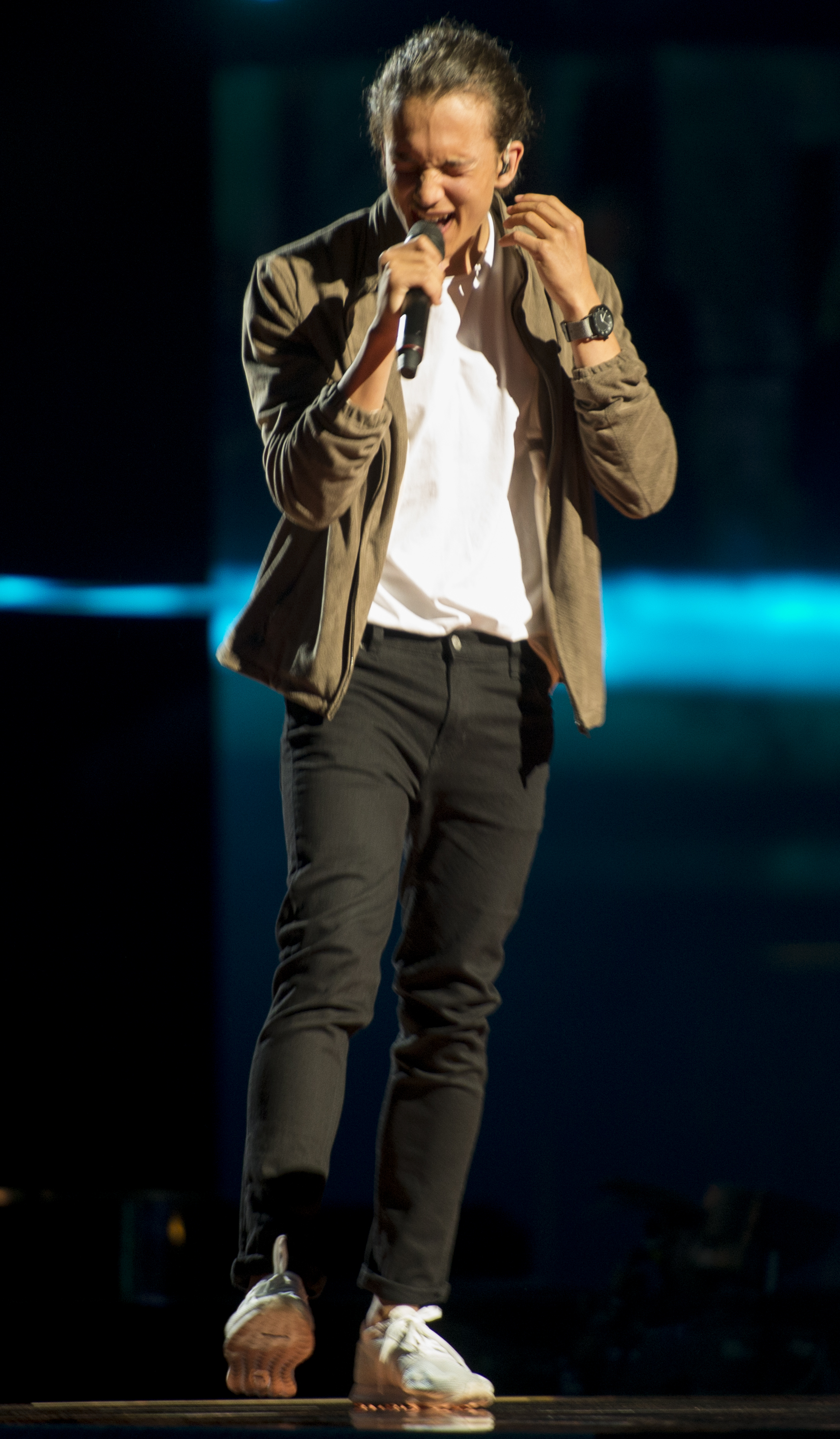
Frans Stockholmban (2016)
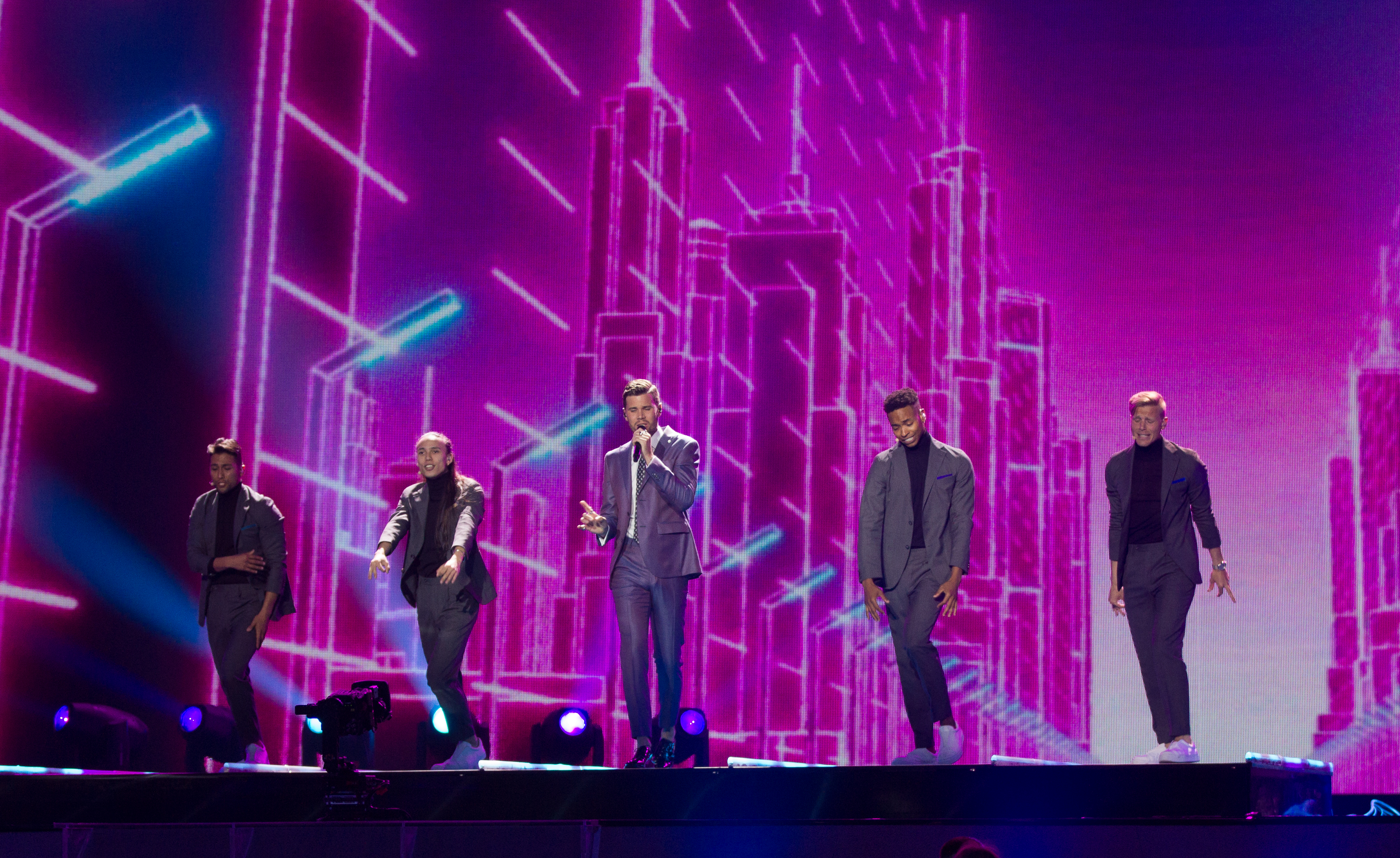
Robin Bengtsson Kijevben (2017)
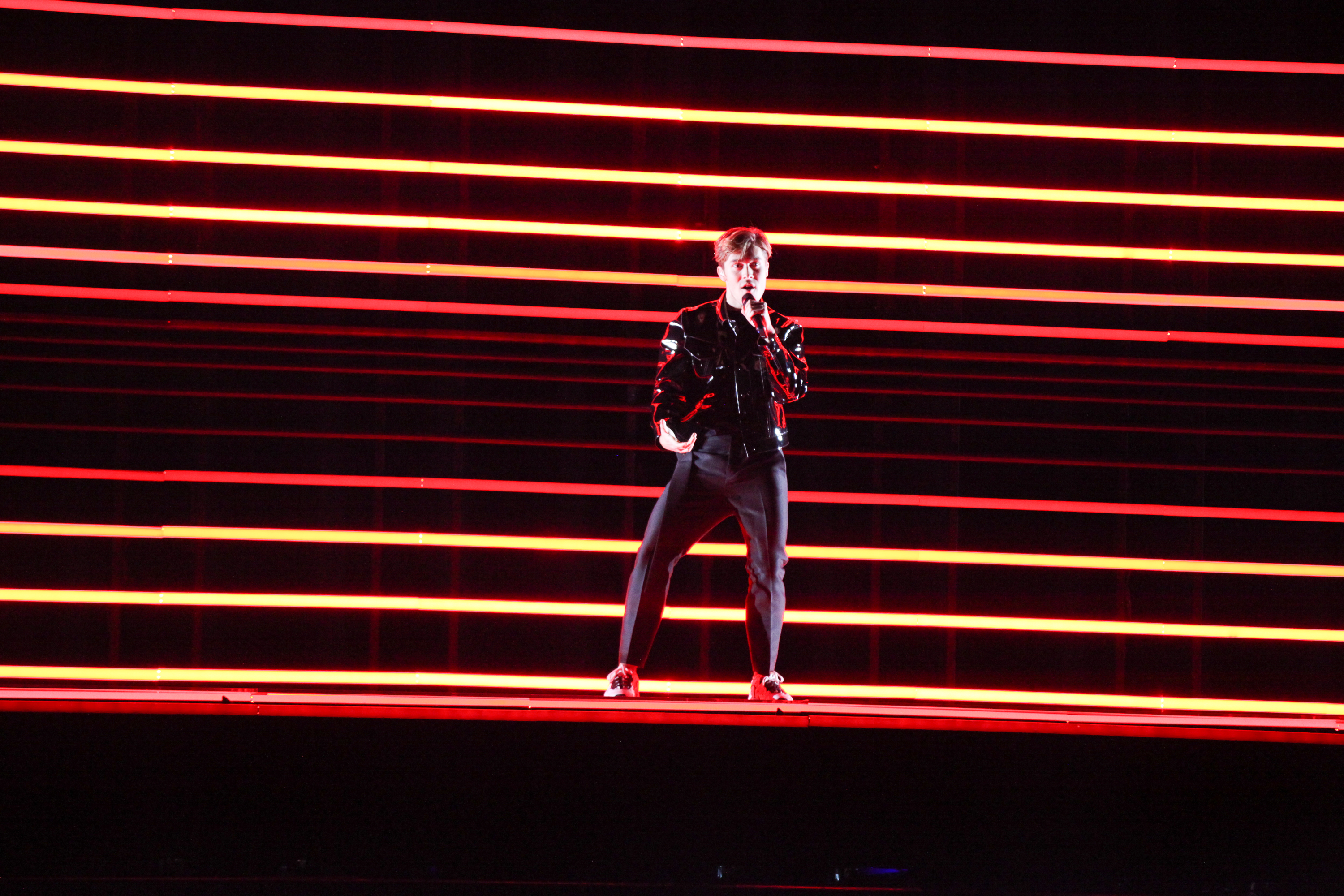
Benjamin Ingrosso Lisszabonban (2018)
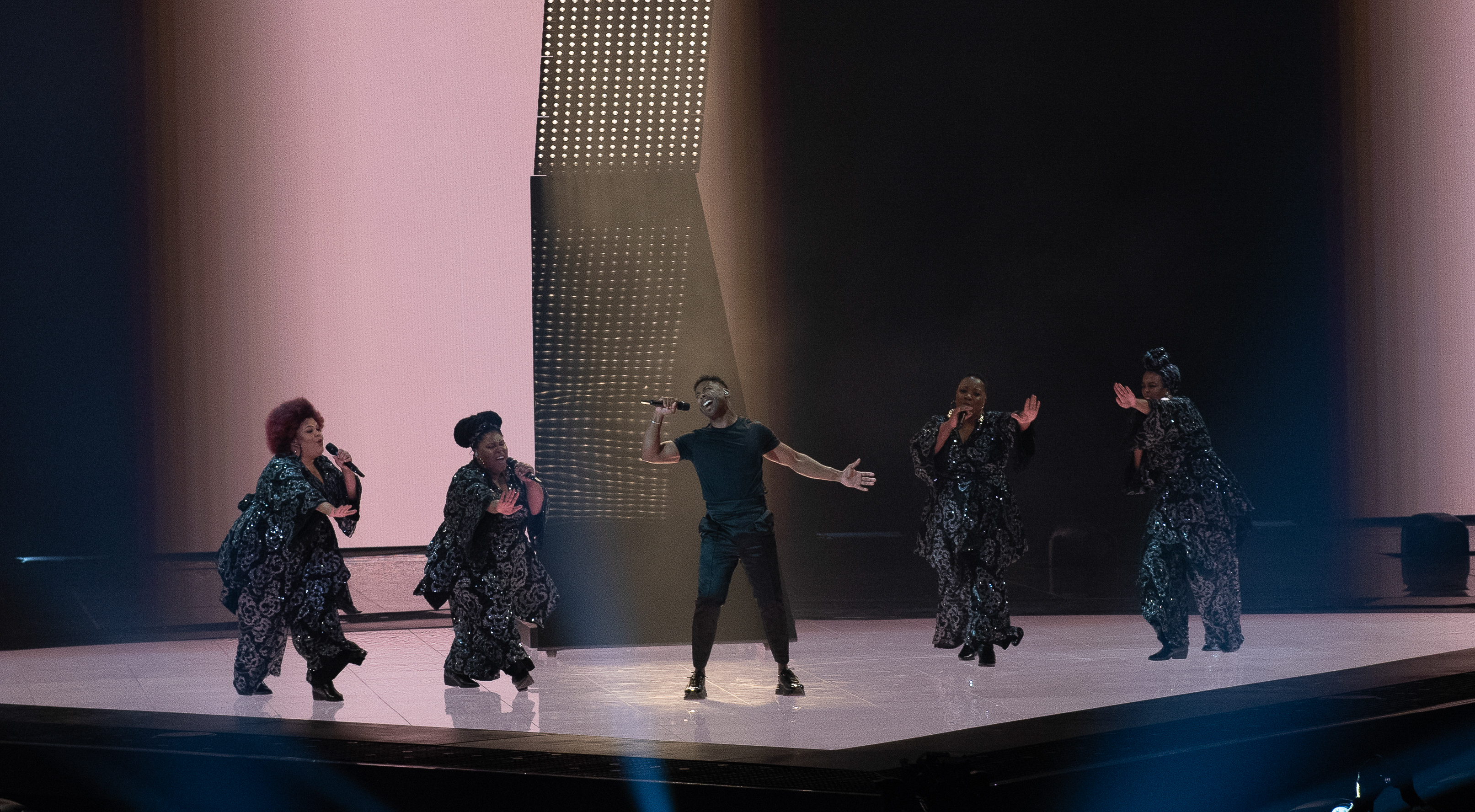
John Lundvik Tel-Avivban (2019)
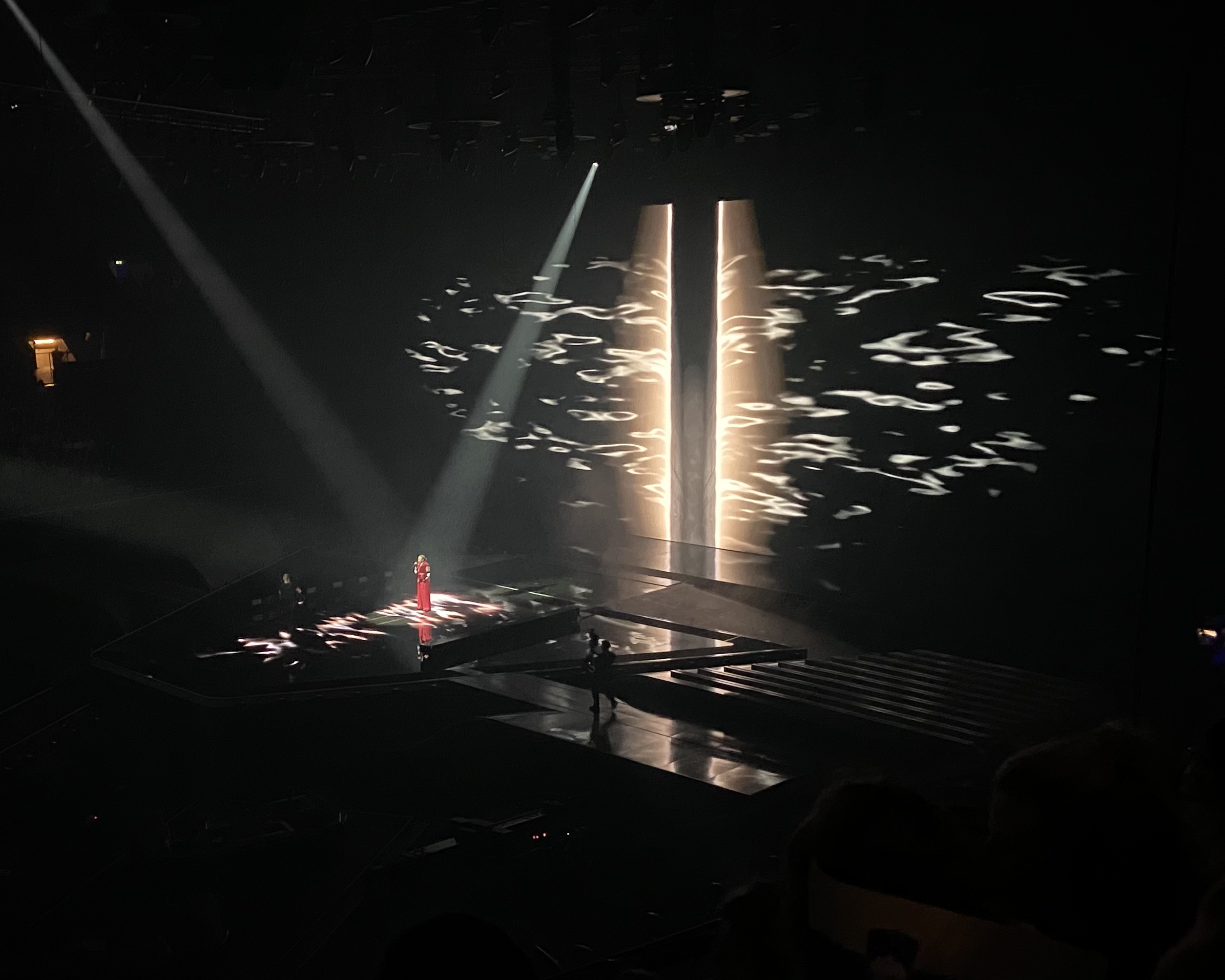
Tusse Rotterdamban (2021)
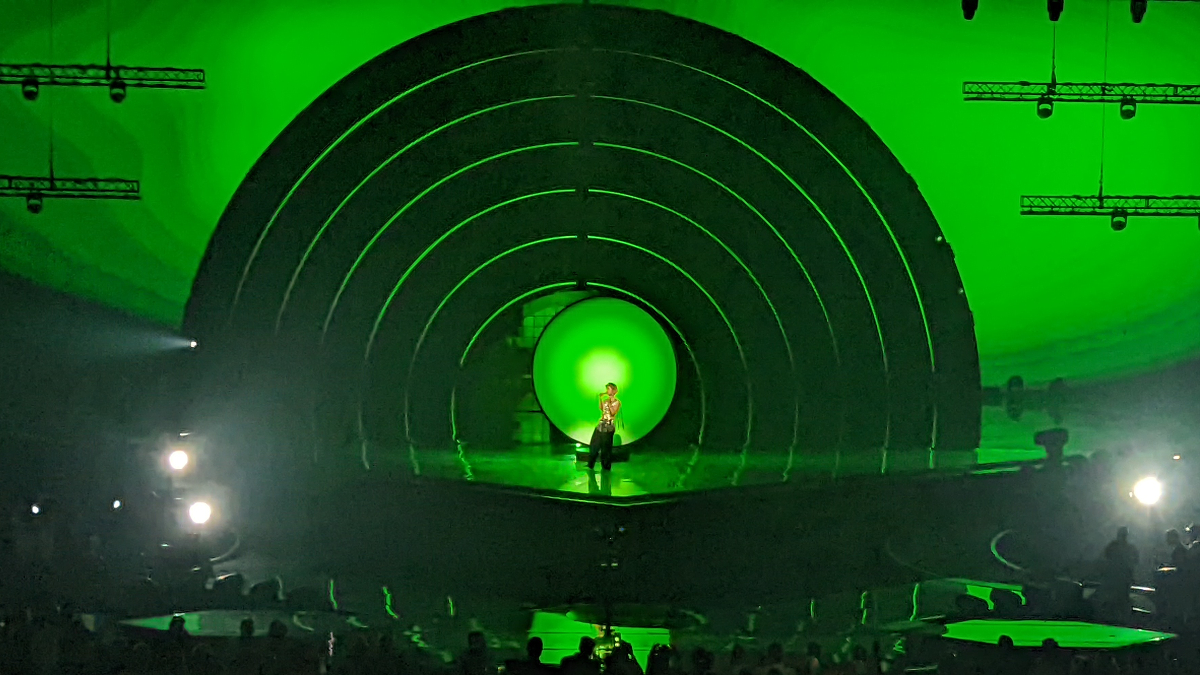
Cornelia Jakobs Torinóban (2022)
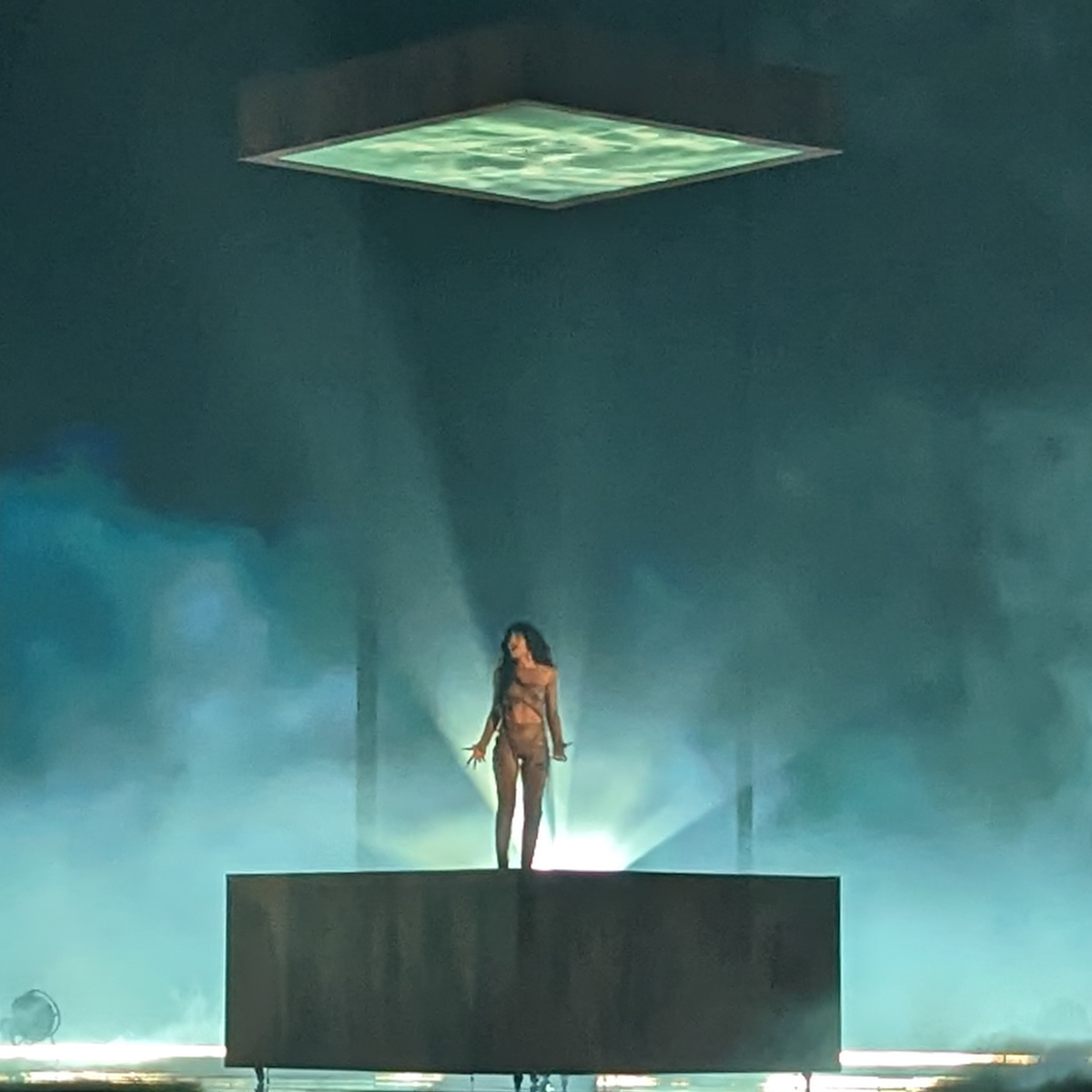
Loreen Liverpoolban (2023)
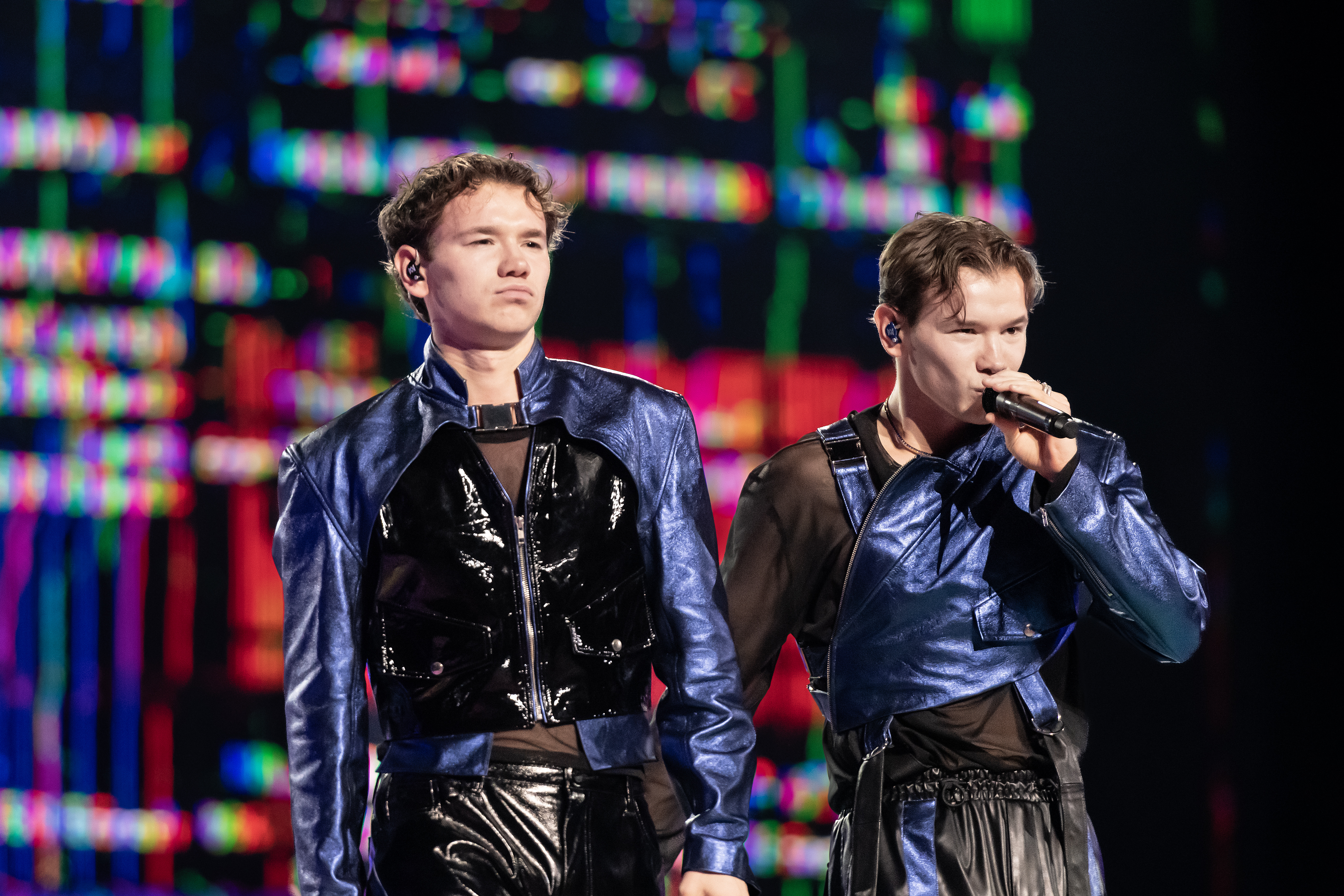
Marcus & Martinus Malmőben (2024)
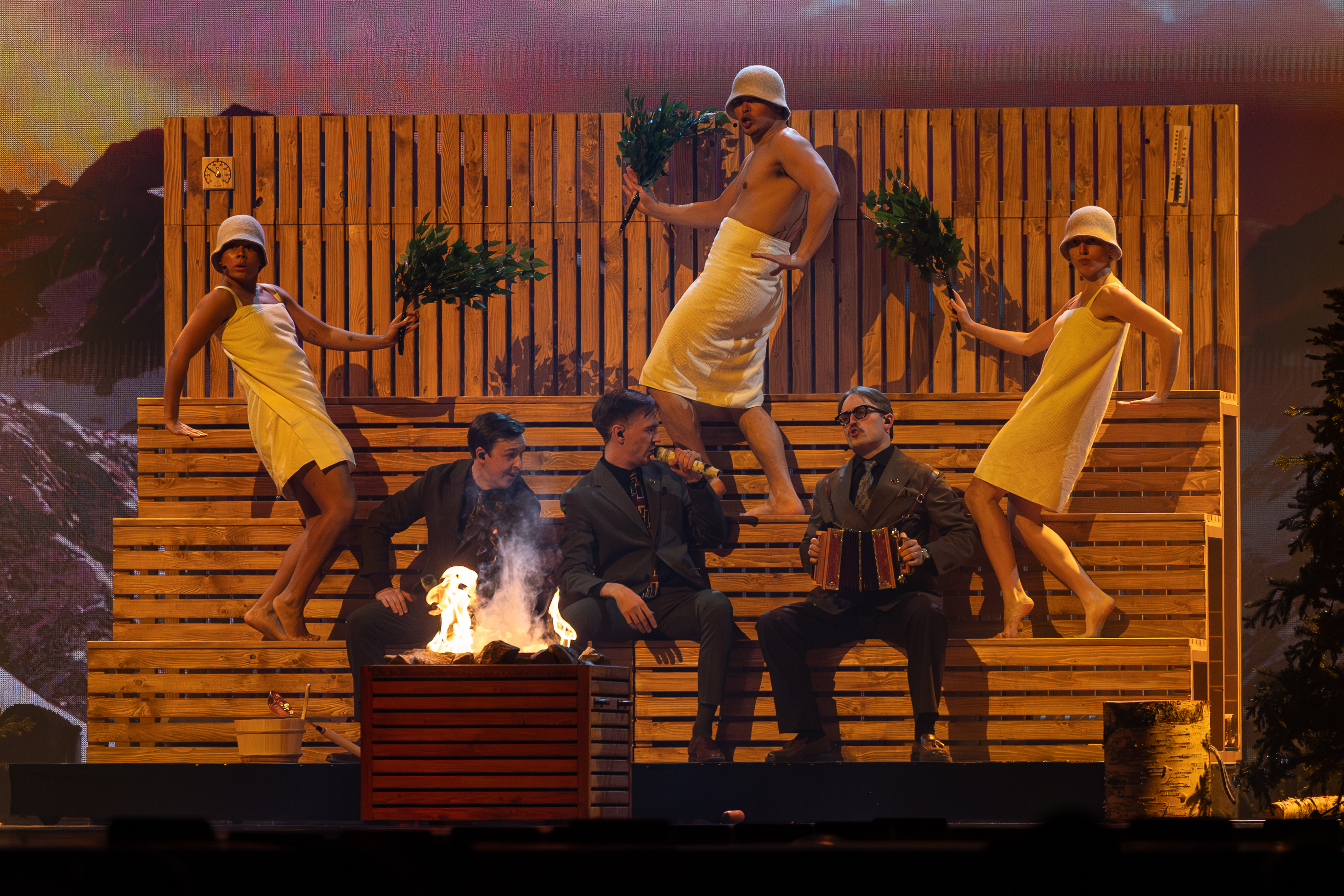
A KAJ Bázelben (2025)

## Lásd még
- Svédország a Junior Eurovíziós Dalfesztiválokon